# 1946
1946 (MCMXLVI) a fost un an obișnuit al calendarului gregorian, care a început într-o zi de marți.

## Evenimente

### Ianuarie

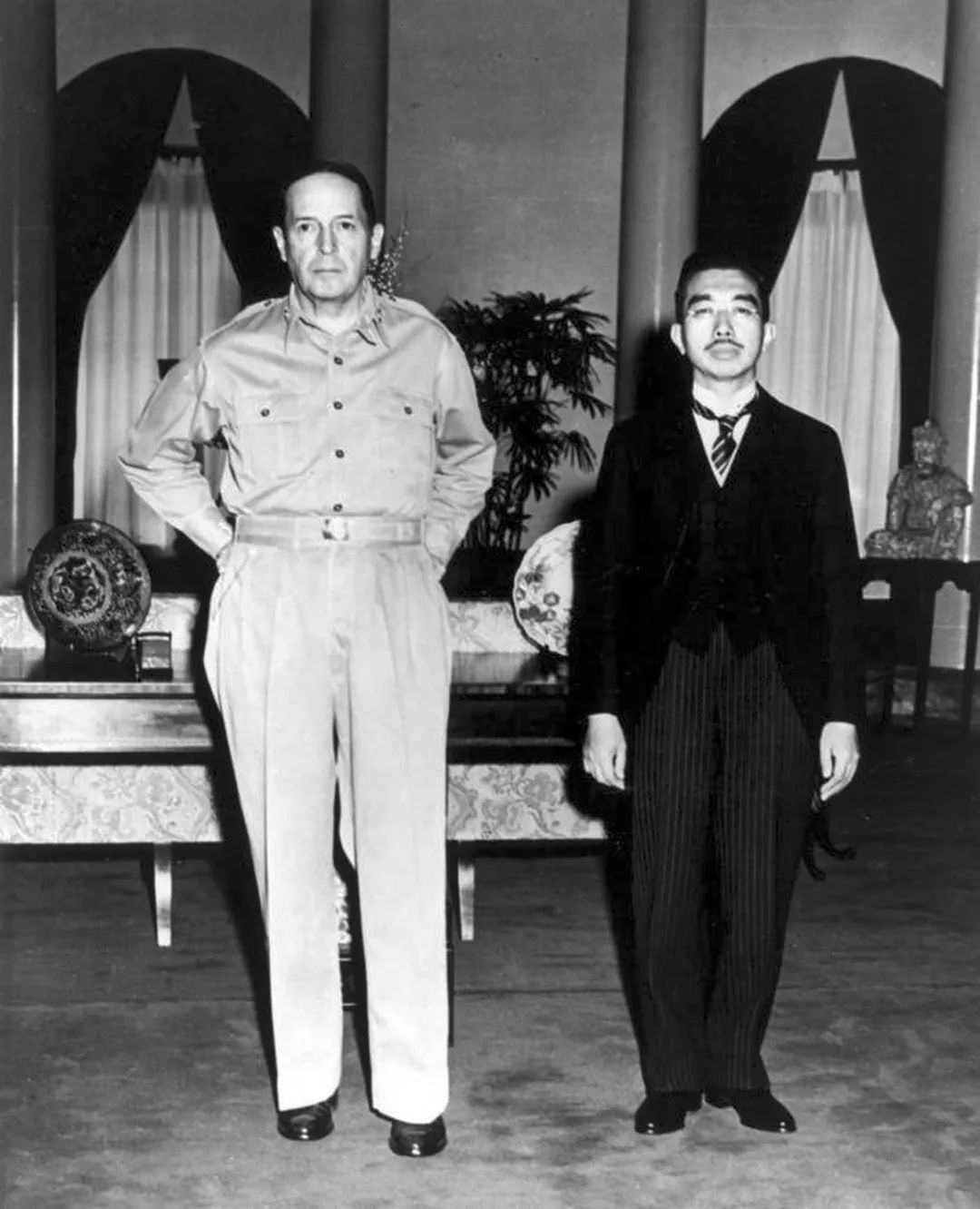
25 ianuarie: Generalul american, Douglas MacArthur, recomandă printr-o telegramă către Statul Major al SUA ca împăratul Hirohito să nu fie judecat pentru crime de război.

- 7 ianuarie: Admiterea în guvernul Petru Groza a câte unui reprezentant al PNȚ și PNL în calitate de miniștri secretari de stat fără portofoliu - anunță sfârșitul "grevei regale".
- 10 ianuarie: La Londra se desfășoară prima sesiune a Adunării Generale a ONU.
- 11 ianuarie: Enver Hodja declară Republica Populară Albania, cu el însuși ca prim-ministru.
- 16 ianuarie: Charles de Gaulle demisionează din funcția de șef al guvernului provizoriu francez.
- 17 ianuarie: Prima reuniune a Consiliului de Securitate al ONU.
- 19 ianuarie: La Tokio ia ființă Tribunalul Militar Internațional pentru Extremul Orient, în scopul judecării criminalilor de război japonezi.
- 20 ianuarie: Charles de Gaulle demisionează din funcția de președinte al Franței.
- 25 ianuarie: Generalul american, Douglas MacArthur, recomandă printr-o telegramă către Statul Major al SUA, ca împăratul Hirohito să nu fie judecat pentru crime de război.

### Februarie
- 2 februarie: Ungaria devine republică.
- 5 februarie: Marea Britanie și Statele Unite ale Americii recunosc guvernul condus de dr. Petru Groza și reiau legăturile diplomatice cu România.
- 14 februarie: A început să funcționeze primul calculator electronic Eniac, conceput în 1943, la Universitatea din Pennsylvania, Statele Unite.
- 14 februarie: Banca Angliei este naționalizată.
- 24 februarie: Juan Perón este ales președinte al Argentinei.

### Martie

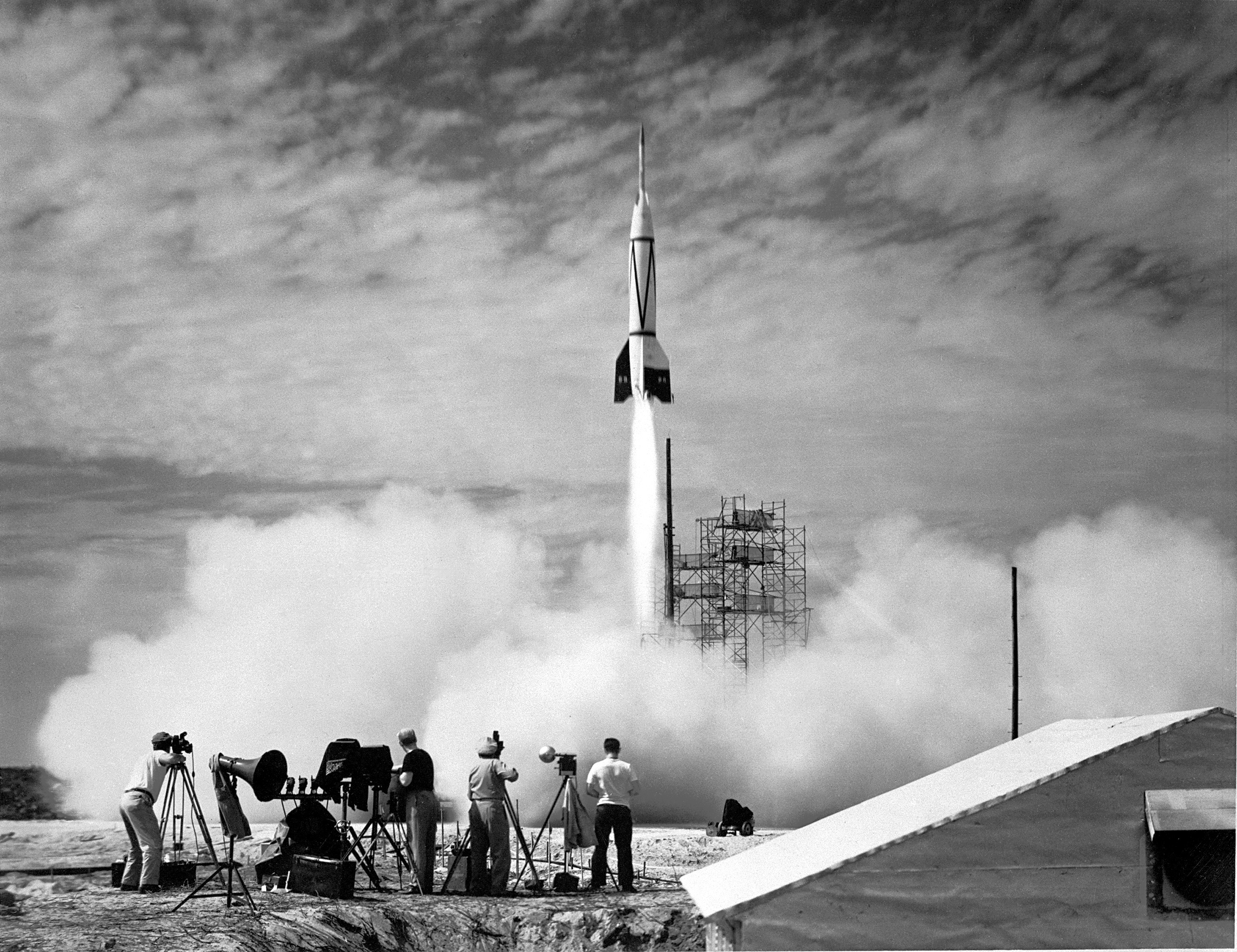
16 aprilie: Statele Unite au lansat cu succes primul test al unei rachete V-2, capturată din Germania și testată la White Sands Proving Ground.

- 2 martie: Ho Chi Minh este ales președinte al Vietnamului de Nord.
- 4 martie: Carl Gustaf Emil Mannerheim demisionează din funcția de președinte al Finlandei.
- 5 martie: Winston Churchill rostește celebrul discurs de la Fulton, Missouri despre Cortina de fier. Se declanșează Războiul Rece.
- 30 martie: S-a înființat Opera de Stat din Timișoara.
- 30 martie: Au fost restabilite relațiile diplomatice cu Iugoslavia; primul ambasador postbelic al României în această țară a fost omul de cultură Tudor Vianu.

### Aprilie
- 3 aprilie: Este instalată Curtea Internațională de Justiție.
- 3 aprilie: Generalul japonez, Masaharu Homma, este executat pentru conducerea în Filipine a Marșului Morții de la Bataan.
- 6 aprilie: Este asasinat, la București, pictorul Anatol Vulpe. Ucigașii lui nu au fost identificați niciodată.
- 10 aprilie: În Japonia, femeile votează pentru prima dată, în timpul alegerilor pentru Camera Reprezentanților a Dietei Imperiale.
- 13 aprilie: Reluarea oficială a relațiilor diplomatice cu Franța. Primul ambasador român din perioada postbelică a fost profesorul universitar Simion Stoilov.
- 16 aprilie: Statele Unite au lansat cu succes primul test al unei rachete V-2, capturată din Germania și testată la White Sands Proving Ground.
- 18 aprilie: Societatea Națiunilor se dizolvă fiind înlocuită de ONU.
- 25 aprilie: Începe la Paris reuniunea miniștrilor de externe ai celor Patru Mari Puteri.
- 29 aprilie: Foștii prim-miniștri japonezi Hideki Tōjō (1941-1944), Kiichiro Hiranuma (1939), Koki Hirota (1936-1937) și Kuniaki Koiso (1944-1945), alături de alți 24 de inculpați au fost puși sub acuzare la Tokyo pentru crime de război, de uciderea a mii de americani la Pearl Harbor, pentru conspirație "de a asigura dominația militară, navală, politică și economică a întregii lumi". Toți membrii supraviețuitori ai cabinetului Tōjō au fost incluși în actul de acuzare.

### Mai

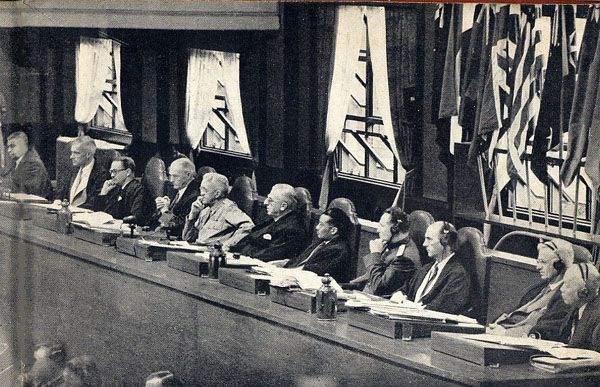
3 mai: La Tokyo începe procesul crimelor de război.

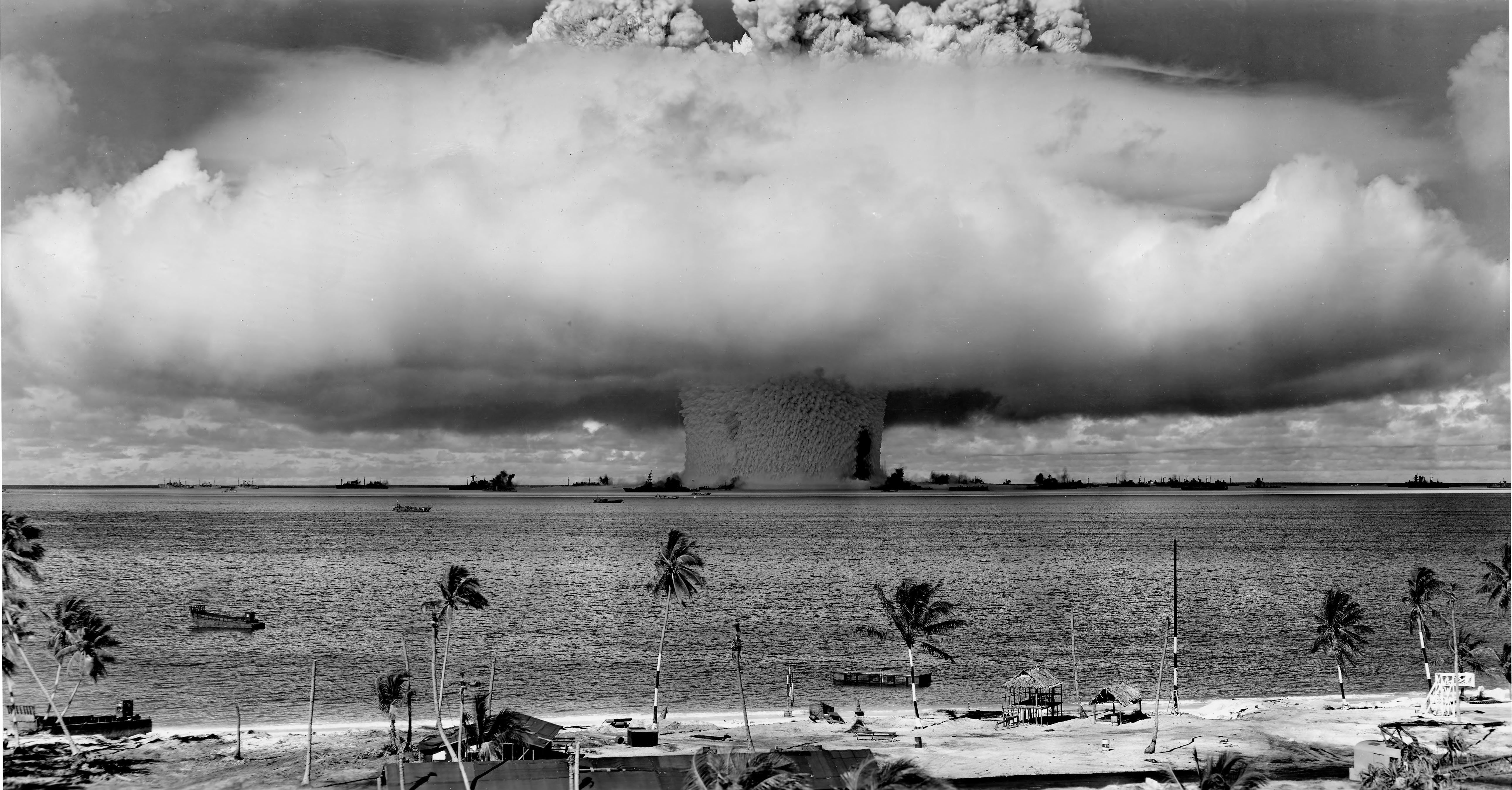
25 iulie: SUA au testat prima bombă atomică subacvatică.

- 3 mai: Începe la Tokyo varianta asiatică a Proceselor de la Nürnberg.
- 7 mai: Masaru Ibuka și Akio Morita au fondat compania Sony în Minato, Tokyo, Japonia.
- 9 mai: Regele Victor Emmanuel al III-lea al Italiei abdică și este succedat de fiul său, Umberto al II-lea.
- 17 mai: Formarea Blocului Partidelor Democratice din România.
- 20 mai: Camera Comunelor din Regatul Unit decide să naționalizeze minele.
- 21 mai: La Laboratorul Los Alamos, fizicianul canadian, Louis Slotin, își salvează colegii însă el primește o doză fatală de radiație. Nouă zile mai târziu a murit.
- 26 mai: Alegeri parlamentare în Cehoslovacia cu victoria comuniștilor (38%).
- 27 mai: Guvernele SUA și Marii Britanii au adresat o notă guvernului român, semnată de reprezentanții lor la București, în care se protestează împotriva încălcării democrației. Cele două guverne atrag atenția asupra abuzurilor, a încălcării libertaților și frecvenței violenței și sunt nemulțumite de nepromulgarea legii electorale și de restrângerea libertății de exprimare.
- 31 mai: În urma unui referedum în Grecia, cetățenii își manifestă susținerea pentru revenirea la monarhie.

### Iunie
- 1 iunie: Sunt executați la Jilava, Mareșalul Ion Antonescu, împreună cu Mihai Antonescu, Constantin Z. Vasiliu și Gheorghe Alexianu, în urma condamnării la moarte de instanța "Tribunalului Poporului".
- 2 iunie: Printr-un referendum, italienii decid să transforme Italia dintr-o monarhie în republică. După acest referendum, regele Italiei Umberto II di Savoia a fost exilat. Femeile votează pentru prima dată.

### Iulie
- 1 iulie: Fondarea Teatrului Muncitoresc C.F.R. Giulești, actualul Teatrul Odeon.
- 8 iulie: A fost creată Uniunea Internațională a Profesorilor.
- 21 iulie: A fost creată Federația Mondială a Oamenilor de Știință – FMOS.
- 22 iulie: A fost creată Organizația Mondială a Sănătății (OMS), instituție specializată a Națiunilor Unite, cu sediul la Geneva; funcționează, efectiv, de la 7 aprilie 1948 (România este membru al OMS din 1948).
- 25 iulie: Statele Unite au testat prima bombă atomică subacvatică în apropierea atolului Bikini, Oceanul Pacific.
- 29 iulie: Începe Conferința de pace convocată la Paris de puterile învingătoare în cel de-Al Doilea Război Mondial, pentru pregătirea tratatelor de pace cu Bulgaria, Finlanda, Italia, România și Ungaria (se va încheia la 15 octombrie același an).

### August

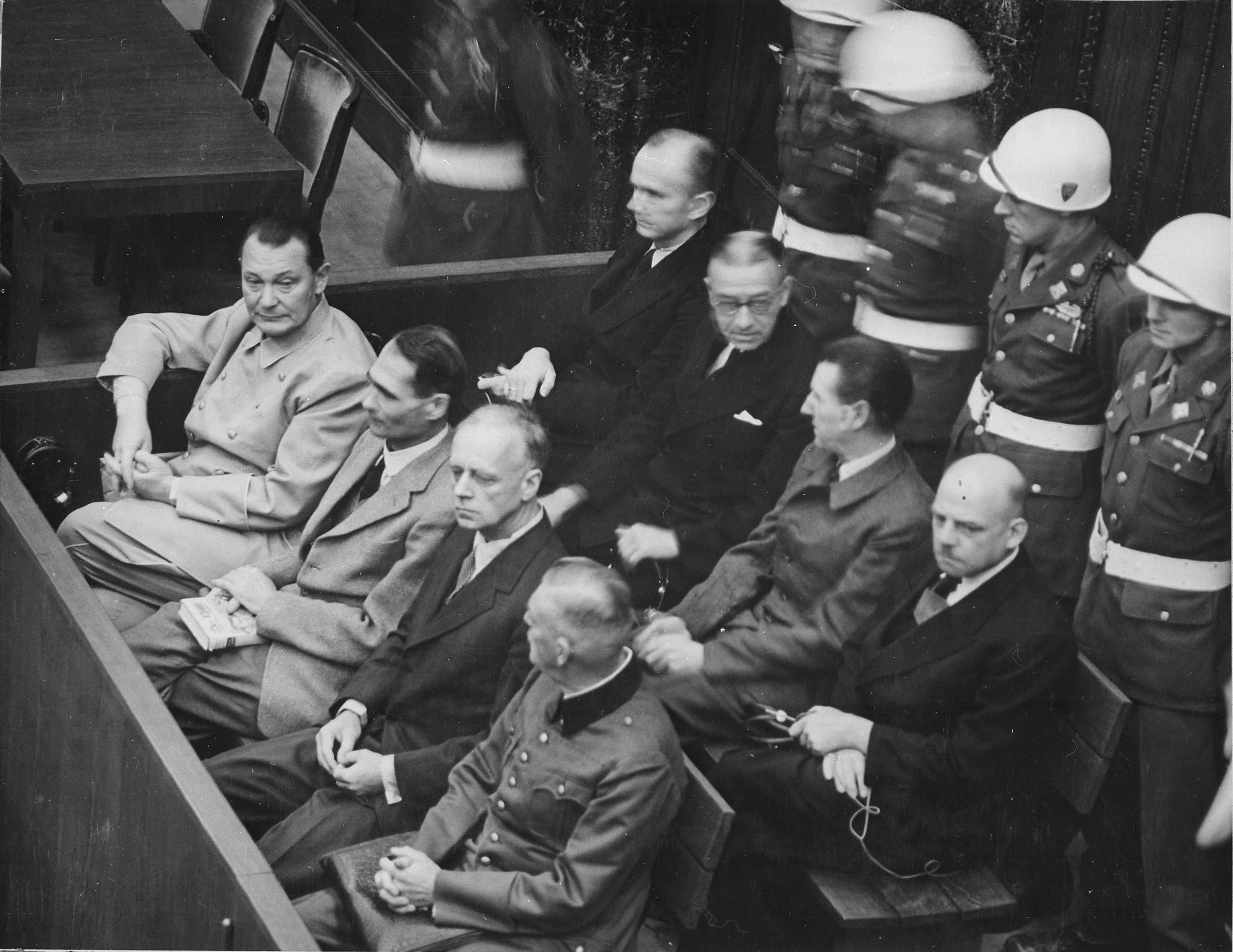
1 octombrie: Se încheie procesul de la Nürnberg

- 13 august: Delegația română la Conferința de pace de la Paris și-a expus punctul de vedere: recunoașterea calității de cobeligerantă, modificarea unor clauze economice și adeziunea la principiile Cartei ONU. României i s-a impus plata unor despăgubiri de război înrobitoare.

### Septembrie
- 2 septembrie: Jawaharlal Nehru devine prim-ministru al Indiei.
- 5 septembrie: Tratatul Gruber-De Gasperi: Italia recunoaște limba germană, alături de limba italiană, ca limbă oficială în Trentino-Tirolul de Sud. Locuitorilor le este permis în mod expres să revină la vechile nume, de dinaintea italienizării forțate practicate de regimul Mussolini.
- 6 septembrie: George Enescu și soția sa, Maruca Cantacuzino, părăsesc definitiv România ajutați de Yehudi Menuhin.
- 15 septembrie: Bulgaria se proclamă Republică Populară.
- 1 octombrie: Se încheie procesul de la Nürnberg.
- 12 octombrie: A fost înființat la Iași, Institutul de Endocrinologie "C.I. Parhon".
- 13 octombrie: Ratificarea Constituției franceze și nașterea celei de-A patra Republici Franceze. Președinte ales Felix Godin.

### Octombrie
- 1 octombrie: Pronunțare finală în cadrul Proceselor de la Nürnberg. 12 condamnări la moarte prin spânzurare (Martin Bormann, Hans Frank, Wilhelm Frick, Hermann Göring, Alfred Jodl, Ernst Kaltenbrunner, Wilhelm Keitel, Joachim von Ribbentrop, Alfred Rosenberg, Fritz Sauckel, Arthur Seyss-Inquart și Julius Streicher), 3 închisoare pe viață (Walther Funk, Rudolf Hess și Erich Raeder), 2 închisoare la 20 ani (Baldur von Schirach și Albert Speer), 1 închisoare la 15 ani (Konstantin von Neurath), 1 închisoare la 10 ani (Karl Donitz) și 3 achitări (Hans Fritzsche, Franz von Papen și Hjalmar Schacht), iar 2 declarați nevinovați (Gustav Krupp, Robert Ley). Hermann Göring și Robert Ley s-au sinucis, iar Martin Bormann a fost condamnat în contumacie.

### Noiembrie

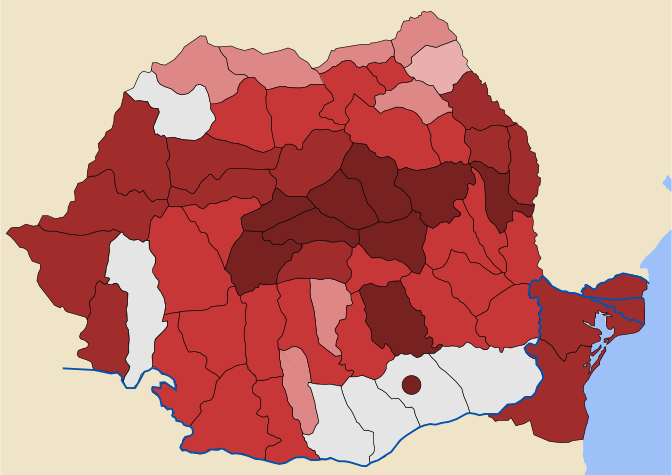
19 noiembrie: Alegerile din 1946

- 4 noiembrie: Crearea Organizației Națiunilor Unite pentru Educație Știință și Cultură - UNESCO, cu sediul la Paris, la care au aderat 160 de state.
- 19 noiembrie: Primele alegeri parlamentare postbelice din România, declarate "libere și nestingherite", care au fost falsificate, cu acordul Moscovei, de guvernul Petru Groza care a anunțat victoria Blocului Partidelor Democratice (79,86% din voturi). Primele alegeri la care femeile din România au drept de vot.
- 29 noiembrie: Ședința extraordinară a Comitetului Executiv al PNȚ – Iuliu Maniu, la care se analizează desfășurarea alegerilor și rezultatele lor.

### Decembrie
- 11 decembrie: Este fondat UNICEF (Fondul pentru Copii al Națiunilor Unite).
- 19 decembrie: Începe primul dintr-o serie de Războaie din Indochina, desfășurate în Vietnam, Laos și Cambodgia. Au luat sfârșit pe 1 august 1954.
- 20 decembrie: Este „etatizată” Banca Națională a României, primul pas în preluarea controlului comunist asupra pârghiilor economice.
- 31 decembrie: Președintele Statelor Unite, Harry S. Truman, declară oficial sfârșitul celui de-Al Doilea Război Mondial.

### Nedatate
- Curtea Internațională de Justiție (Curtea Mondială). Principalul for juridic al Națiunilor Unite, cu sediul la Haga, Olanda.
- Der Spiegel (Oglinda). Revistă săptămânală ilustrată, una din cele mai importante publicații din Germania. Înițial s-a numit Diese Woche (Săptămâna aceasta).

## Arte, științe, literatură și filozofie
- 16 ianuarie: George Călinescu începe la Facultatea de Litere din Universitatea București, cursul "Istoria literară ca știință inefabilă și sinteză epică" cu lecția de deschidere intitulată Sensul clasicismului.
- 4 martie: Frank Sinatra lansează primul său album The Voice Of Frank Sinatra.
- 20 septembrie: Prima ediție a Festivalului Internațional de Film de la Cannes.
- Gellu Naum publică Spectrul longevității: 122 de cadavre, Castelul Orbilor.
- Lucian Blaga publică Trilogia valorilor.
- Mihai Ralea publică Explicarea omului.
- Mircea Florian publică Misticism și credință.

## Nașteri

### Ianuarie

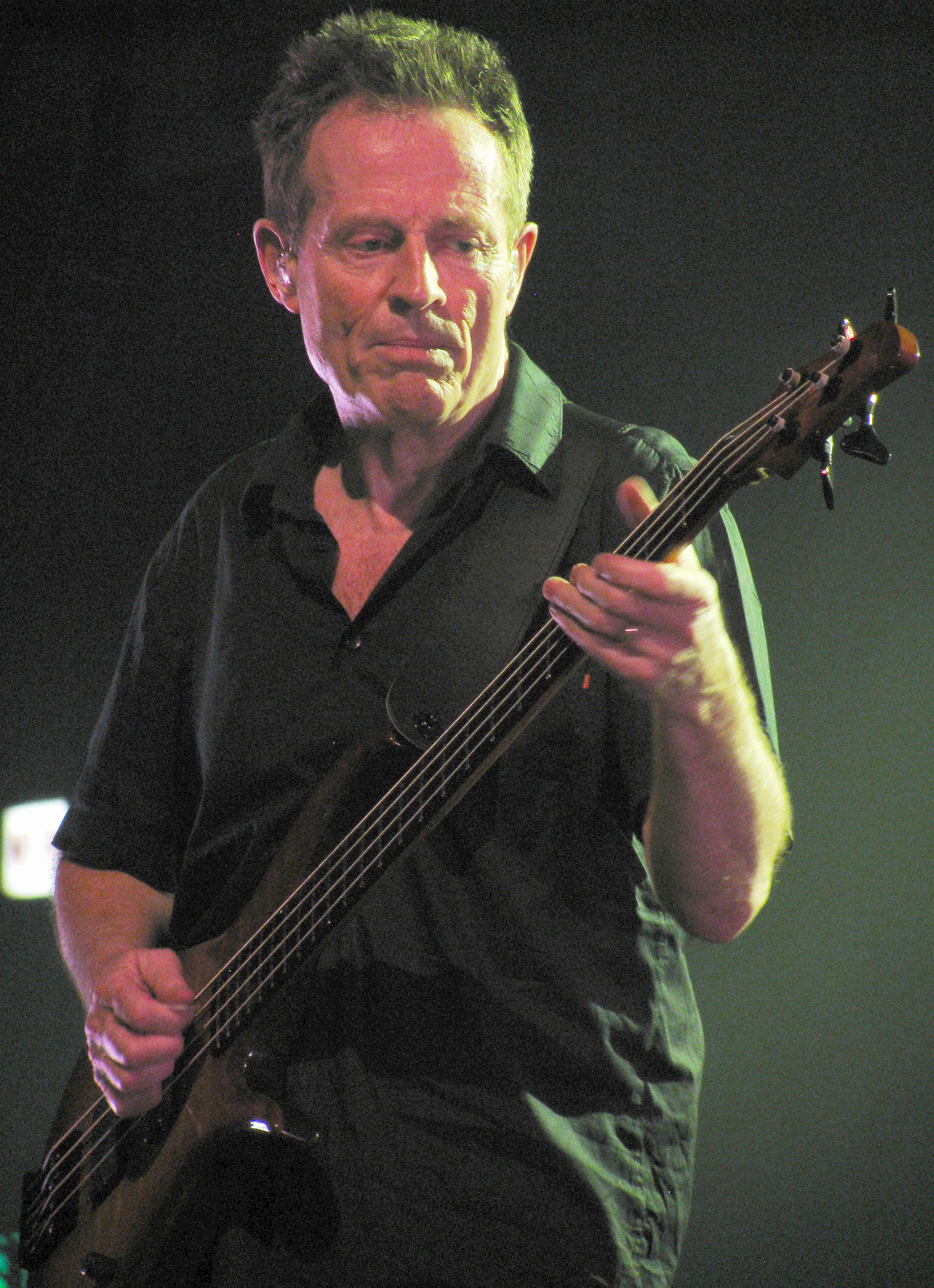
John Paul Jones, muzician, compozitor, producător și multi-instrumentist englez (Led Zeppelin)
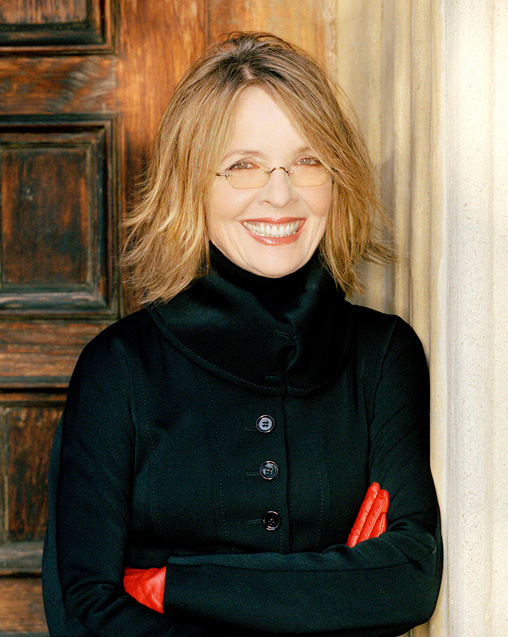
Diane Keaton, actriță americană
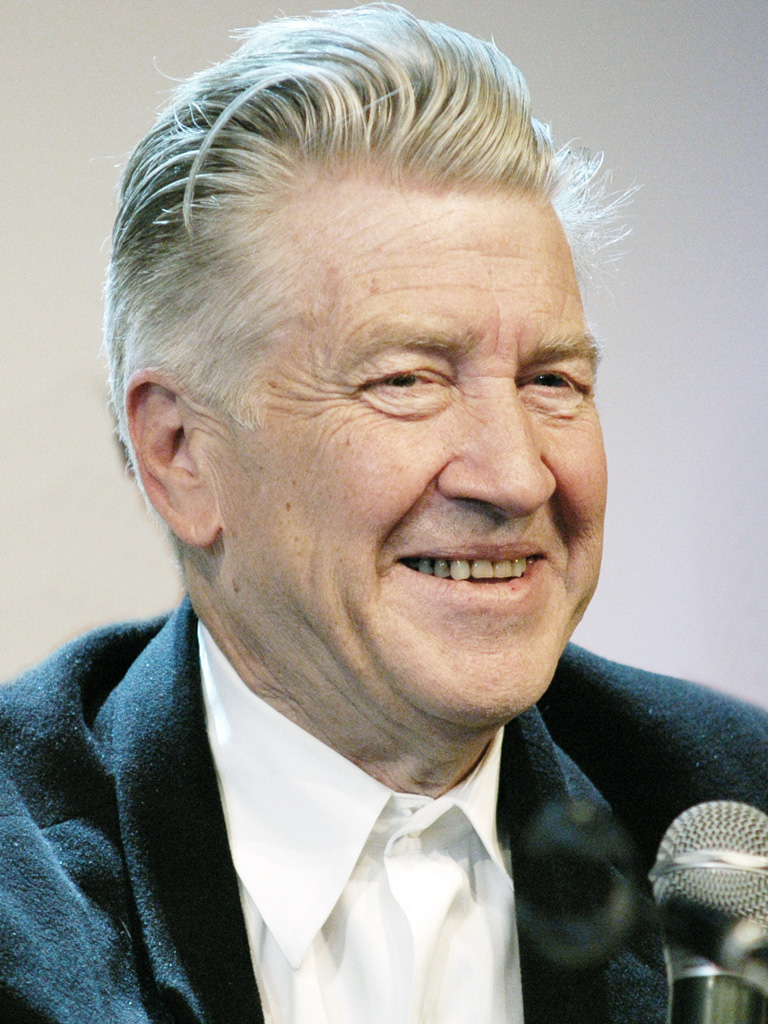
David Lynch, regizor american
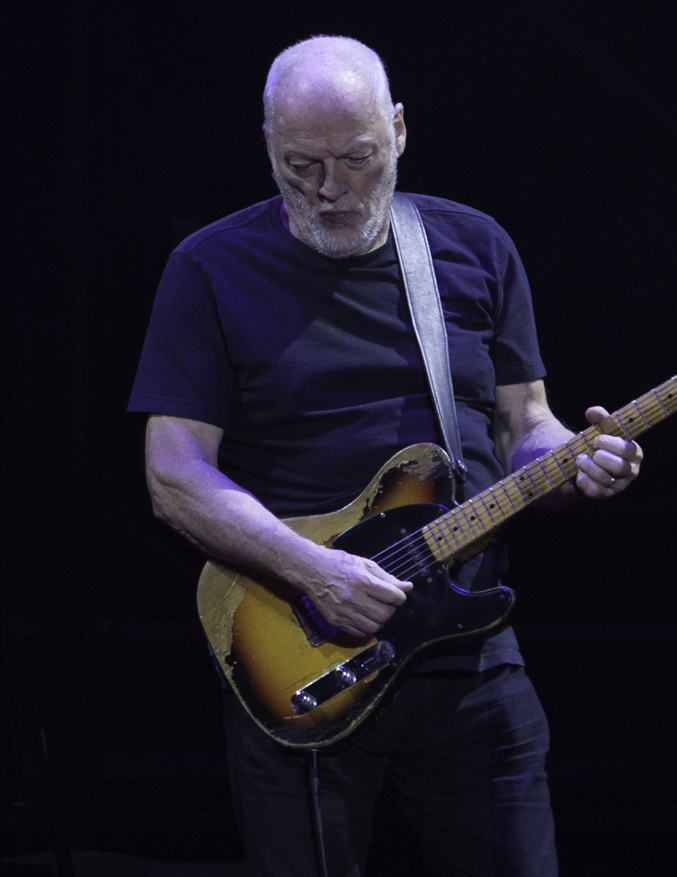
David Gilmour, chitarist și cântăreț britanic (Pink Floyd)

- 1 ianuarie: Alina Diaconu, scriitoare argentiniană
- 1 ianuarie: Roberto Rivelino, fotbalist brazilian
- 2 ianuarie: Wolfgang Bulfon, politician austriac
- 3 ianuarie: John Paul Jones (n. John Richard Baldwin), muzician, compozitor, producător și instrumentist britanic (Led Zeppelin)
- 4 ianuarie: Mihai Constantinescu, interpret român de muzică ușoară (d. 2019)
- 5 ianuarie: Diane Keaton (n. Diane Hall), actriță americană de film
- 6 ianuarie: Syd Barrett (n. Roger Keith Barrett), cântăreț, compozitor și muzician britanic, membru fondator al grupului Pink Floyd (d. 2006)
- 6 ianuarie: Stelian Țurlea, jurnalist român
- 7 ianuarie: Mike Wilds (William Michael Wilds), pilot britanic de Formula 1
- 9 ianuarie: Virgil Săhleanu, lider sindical român (d. 2000)
- 11 ianuarie: Elena Giurcă, canotoare română
- 11 ianuarie: Tony Kaye (n. Anthony John Selvidge), muzician britanic
- 11 ianuarie: John Piper (John Stephen Piper), scriitor și predicator american
- 11 ianuarie: Eugen Uricaru, scriitor român
- 12 ianuarie: Dan Ilie Morega, politician român
- 15 ianuarie: Ion Țurcanu, politician din R. Moldova
- 16 ianuarie: Kabir Bedi, actor indian
- 16 ianuarie: Graham Masterton, scriitor britanic
- 17 ianuarie: Abdelwahab Meddeb, scriitor francez (d. 2014)
- 20 ianuarie: David Lynch (David Keith Lynch), regizor american de film (d.2025)
- 20 ianuarie: Pierre Riffard, filosof francez
- 21 ianuarie: Ichiro Hosotani, fotbalist japonez (atacant)
- 22 ianuarie: Mircea Breazu (aka Benjamin Armbruster), actor, cascador și coregraf româno-germano
- 23 ianuarie: Florence O'Mahony, politician irlandez
- 24 ianuarie: Rafael Orozco, pianist spaniol (d. 1996)
- 24 ianuarie: Ted Bundy, criminal în serie american (d. 1989)
- 25 ianuarie: Mihai Țiu, scrimer român
- 26 ianuarie: Jonathan Israel, istoric britanic
- 28 ianuarie: Thomas Mann, politician german
- 29 ianuarie: Irina Nicolau, folcloristă și eseistă română (d. 2002)

### Februarie
- 1 februarie: Aquilina Severin, cântăreață română
- 2 februarie: Blake Clark, actor american
- 3 februarie: Adrian Rusu, inginer român (d. 2012)
- 4 februarie: Usnija Redžepova, cântăreață macedoneană (d. 2015)
- 5 februarie: Robert Atkins, politician britanic
- 5 februarie: Charlotte Rampling (Tessa Charlotte Rampling), actriță engleză de film
- 7 februarie: Pete Postlethwaite (Peter William Postlethwaite), actor britanic (d. 2011)
- 8 februarie: Cristina Stamate, actriță română (d. 2017)
- 12 februarie: Nicolae Pantea, fotbalist român
- 13 februarie: György Jakubinyi, arhiepiscop emerit de Alba Iulia
- 14 februarie: Gil Dobrică, interpret român de muzică pop-rock, soul și rhythm and blues (d. 2007)
- 14 februarie: Gregory Hines, actor afro-american de film (d. 2003)
- 14 februarie: Gavrilă Vasilescu, politician român
- 15 februarie: Esko Seppänen, politician finlandez
- 16 februarie: Vasile Berci, politician român
- 17 februarie: Shahrnush Parsipur, romancieră iraniană
- 22 februarie: Marc Fischbach, politician luxemburghez
- 22 februarie: László Zsidó, matematician român
- 25 februarie: Petru Mirciov, politician român
- 28 februarie: Hiroshi Ochiai, fotbalist japonez

### Martie

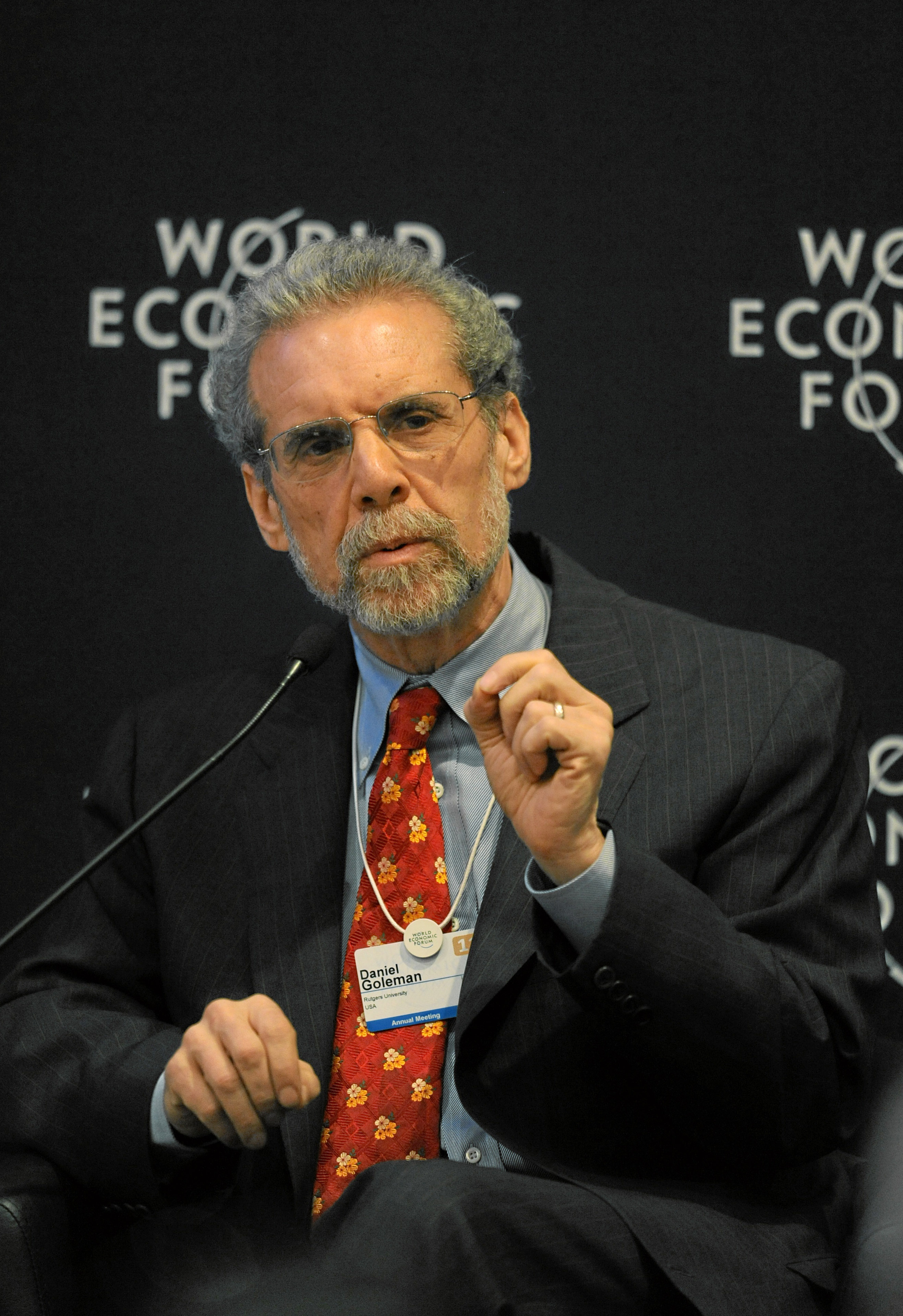
Daniel Goleman, scriitor și psiholog american
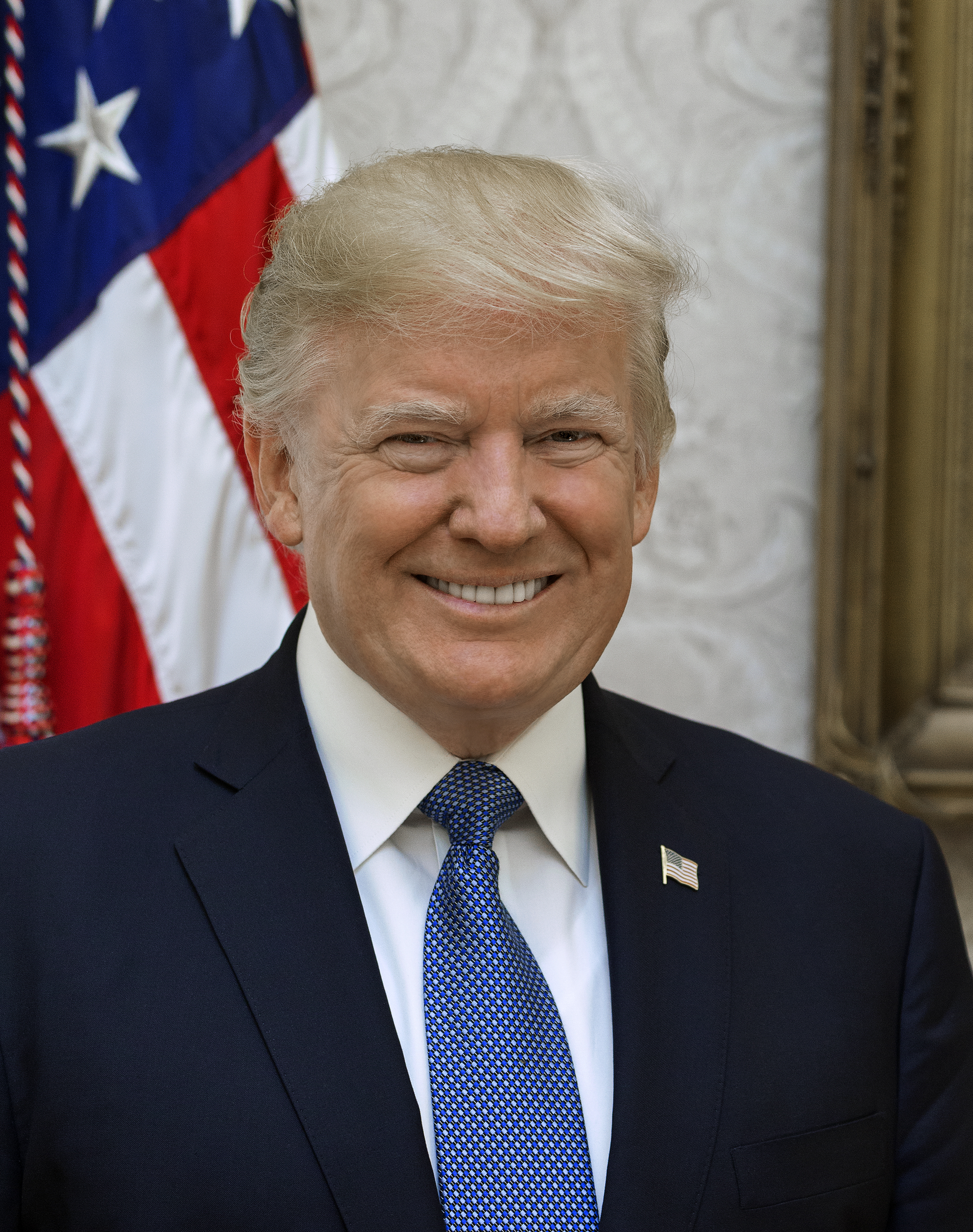
Donald Trump, investitor, om de afaceri și politician american, al 45-lea președinte al Statelor Unite
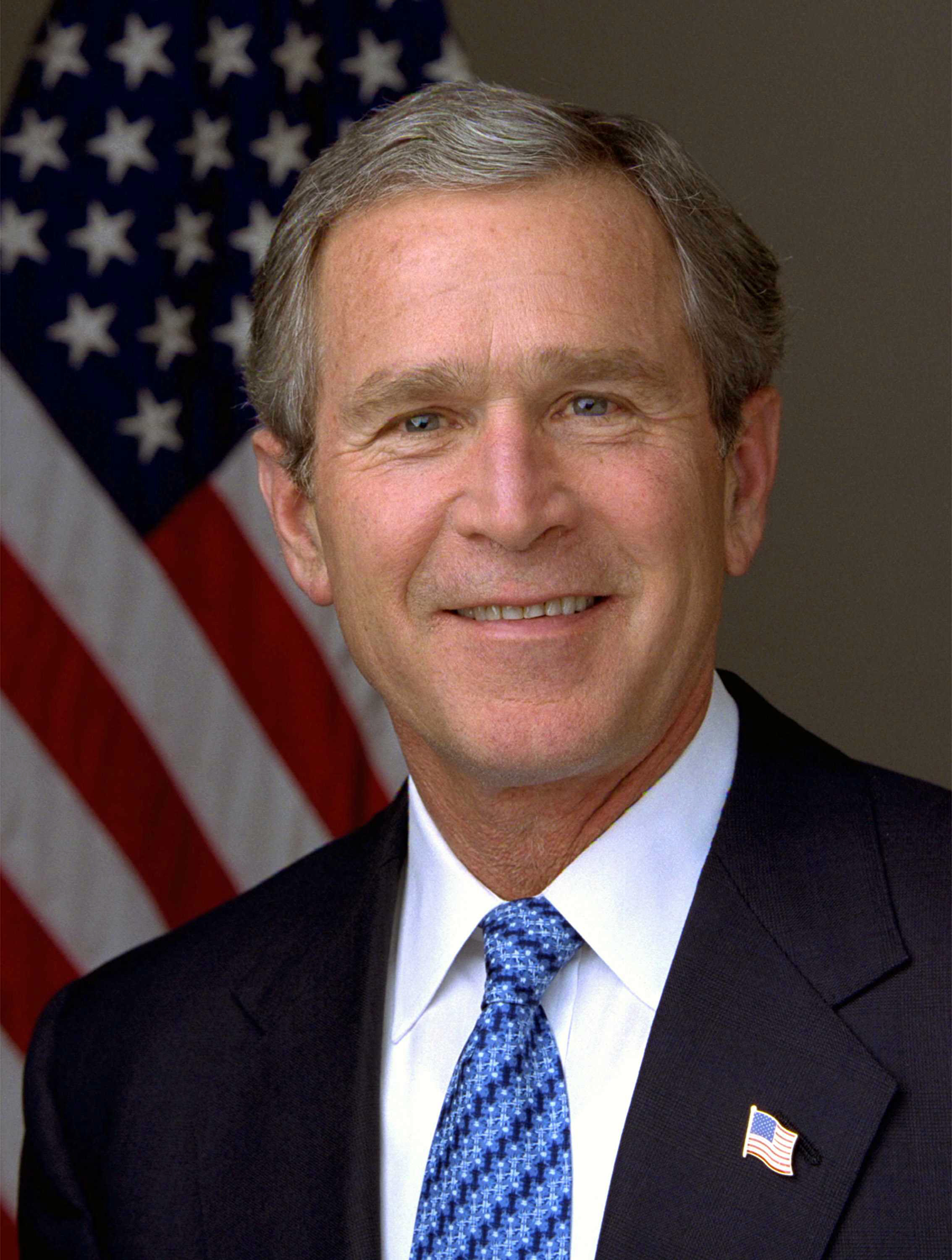
George W. Bush, politician american, al 43-lea președinte al Statelor Unite
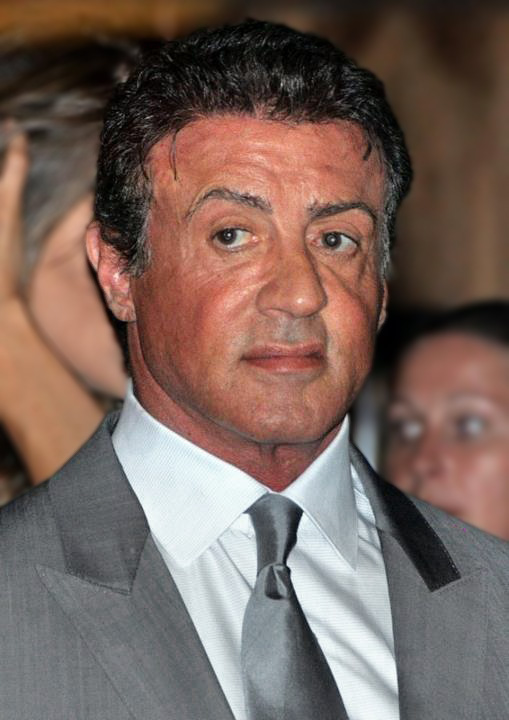
Sylvester Stallone, actor, regizor și scenarist american

- 6 martie: David Gilmour (David Jon Gilmour), chitarist și cântăreț britanic (Pink Floyd)
- 7 martie: John Heard (John Matthew Heard, Jr.), actor american (d. 2017)
- 7 martie: Mark Gitenstein, diplomat american
- 7 martie: Daniel Goleman (Daniel Jay Goleman), scriitor și psiholog american
- 7 martie: Inger Schörling, politiciană suedeză
- 8 martie: Suzana Ardeleanu, scrimeră română
- 10 martie: Vera Venczel, actriță maghiară
- 11 martie: Matei-Radu Brătianu, politician român
- 12 martie: Liza Minnelli (Liza May Minnelli), actriță și cântăreață americană, laureată al Premiului Oscar
- 13 martie: Yann Arthus-Bertrand, fotograf francez
- 14 martie: Carmen Galin, actriță română de teatru și film (d. 2020)
- 14 martie: Cazimir Ionescu, politician român
- 15 martie: Marie-Hélène Gillig, politiciană franceză
- 18 martie: Sorin Dumitrescu, pictor și grafician român (d.2024)
- 18 martie: Michel Leclere, pilot francez de Formula 1
- 18 martie: Willy Lindwer, regizor neerlandez de film
- 22 martie: Margrietus van den Berg, politician neerlandez
- 26 martie: Viorel Prisacari, epidemiolog și profesor universitar din Republica Moldova
- 29 martie: Gilbert Hottois, filosof belgian (d. 2019)
- 29 martie: Robert J. Shiller, economist american, laureat al Premiului Nobel
- 30 martie: Florian Popa, medic român și senator

### Aprilie
- 1 aprilie: Arrigo Sacchi, fotbalist și antrenor italian
- 4 aprilie: György Spiró, scriitor maghiar
- 7 aprilie: Marian Ștefan Popescu Bejat, politician român
- 10 aprilie: Jaroslava Obermaierová, actriță cehă
- 12 aprilie: Ed O'Neill (Edward O'Neill, Jr.), actor american
- 13 aprilie: Nicoară Creț, politician român
- 15 aprilie: Péter Agárdi, scriitor, critic și istoric literar maghiar
- 15 aprilie: Zamfir Dumitrescu, politician român
- 18 aprilie: Cristian Mandeal, muzician, pianist și dirijor român
- 18 aprilie: Anton Tauf, actor român (d. 2018)
- 21 aprilie: Semion Altman, fotbalist și antrenor ucrainean (portar)
- 23 aprilie: Anatoli Bîșoveț, fotbalist ucrainean (atacant)
- 23 aprilie: Blair Brown (Bonnie Blair Brown), actriță americană
- 25 aprilie: Vladimir Jirinovski, politician rus (d. 2022)
- 25 aprilie: Andrzej Seweryn, actor polonez
- 25 aprilie: Talia Shire (Talia Rose Shire), actriță americană
- 28 aprilie: Jozef Zieleniec, politician ceh
- 29 aprilie: Aleksander Wolszczan, astronom polonez
- 30 aprilie: Carl al XVI-lea Gustaf al Suediei (n. Carl Gustaf Folke Hubertus), rege al Suediei (din 1973)

### Mai
- 1 mai: Adriana Bittel, scriitoare română
- 1 mai: Nancy Brandes (n. Silviu Brandes), muzician israelian
- 1 mai: Gheorghe Mardare, plastician, critic și cercetător de arte, pedagog și publicist din R. Moldova
- 1 mai: Melisa Michaels, scriitoare americană de literatură SF (d. 2019)
- 2 mai: Octavian Andronic, caricaturist și jurnalist român (d. 2020)
- 3 mai: Antonio Masip Hidalgo, politician spaniol
- 3 mai: Rabah Saâdane, fotbalist și antrenor algerian
- 4 mai: John Barnard (John Edward Barnard), inginer britanic
- 4 mai: John Watson, pilot britanic de Formula 1
- 5 mai: Iskra Menarini, cântăreață italiană
- 5 mai: Gerhard Schmid, politician german
- 6 mai: Henrik Lax, politician finlandez
- 7 mai: Ana Miranda de Lage, politiciană spaniolă
- 9 mai: Yoel Ben Nun, rabin israelian
- 10 mai: Theano Fotiou, arhitectă și politiciană greacă
- 10 mai: Rică Răducanu (n. Necula Răducanu), fotbalist (portar) și actor român
- 10 mai: Luciana Sbarbati, politiciană italiană
- 11 mai: Flavius Domide, fotbalist român (atacant)
- 12 mai: Horst Schnellhardt, politician german
- 14 mai: Elmar Brok, politician german
- 15 mai: Eugeniu Barău, pictor român (d. 2020)
- 15 mai: Monique Pinçon-Charlot, sociologă franceză
- 15 mai: Anatolie Simac, politician din R. Moldova
- 17 mai: Françoise Grossetête, politiciană franceză
- 18 mai: Mihai Leca, politician român
- 19 mai: Aurel-Constantin Ilie, politician român (d. 2014)
- 19 mai: Kurt Joachim Lauk, politician german
- 19 mai: Michele Placido, actor și regizor italian
- 20 mai: Cher (n. Cherilyn Sarkisian LaPiere), cântăreață și actriță americană de origine armeană
- 20 mai: George Lusztig (n. Gheorghe Lusztig), matematician american
- 22 mai: George Best, fotbalist nord-irlandez (d. 2005)
- 22 mai: Petar Božović, actor sârb
- 22 mai: Liudmila Juravliova, astronomă ucraineană
- 23 mai: Sorin Ilfoveanu, pictor român
- 24 mai: José de Abreu, actor brazilian
- 25 mai: Janet Morris (Janet Ellen Morris), romancieră americană de literatură SF
- 29 mai: Héctor Yazalde, fotbalist argentinian (atacant), (d. 1997)
- 30 mai: Dumitru Dragomir, politician român, președinte al Ligii Profesioniste de Fotbal
- 30 mai: Dragan Džajić, fotbalist sârb
- 31 mai: Agnes Schierhuber, politiciană austriacă

### Iunie
- 3 iunie: Alexandru Boc, fotbalist român
- 3 iunie: Anita Pollack, politiciană britanică
- 5 iunie: Luminița Dobrescu (Luminița Hortenzia Dobrescu), interpretă română de muzică ușoară
- 5 iunie: Patrick Head, inginer britanic
- 5 iunie: Peter Pex, politician neerlandez
- 5 iunie: Stefania Sandrelli, actriță italiană
- 6 iunie: Tony Levin (Anthony Frederick Levin), muzician american
- 11 iunie: Viorel Pupeză, politician român
- 12 iunie: Ileana Gyulai-Drîmbă, scrimeră română
- 13 iunie: Augustin Crecan, politician român (d. 2018)
- 14 iunie: Alexandru Bălănescu, politician român
- 14 iunie: Donald Trump (Donald John Trump), investitor, om de afaceri și politician american, al 45-lea președinte al Statelor Unite
- 15 iunie: Demis Roussos (Artemios Ventouris Roussos), cântăreț grec (d. 2015)
- 16 iunie: Cornel Penu, handbalist român
- 18 iunie: Fabio Capello, fotbalist și antrenor italian
- 18 iunie: Alexandru-Octavi Stănescu, politician român
- 19 iunie: Tudor Panțuru, politician român
- 20 iunie: Lars Vilks, artist suedez
- 24 iunie: Napoleon Săvescu, medic român
- 25 iunie: Fiorella Ghilardotti, politiciană italiană (d. 2005)
- 27 iunie: Terence Wynn, politician britanic
- 28 iunie: Bruce Davison (Bruce Allen Davison), actor american
- 28 iunie: Mihai Țălpeanu, politician român
- 29 iunie: Dora Pavel, scriitoare română

### Iulie

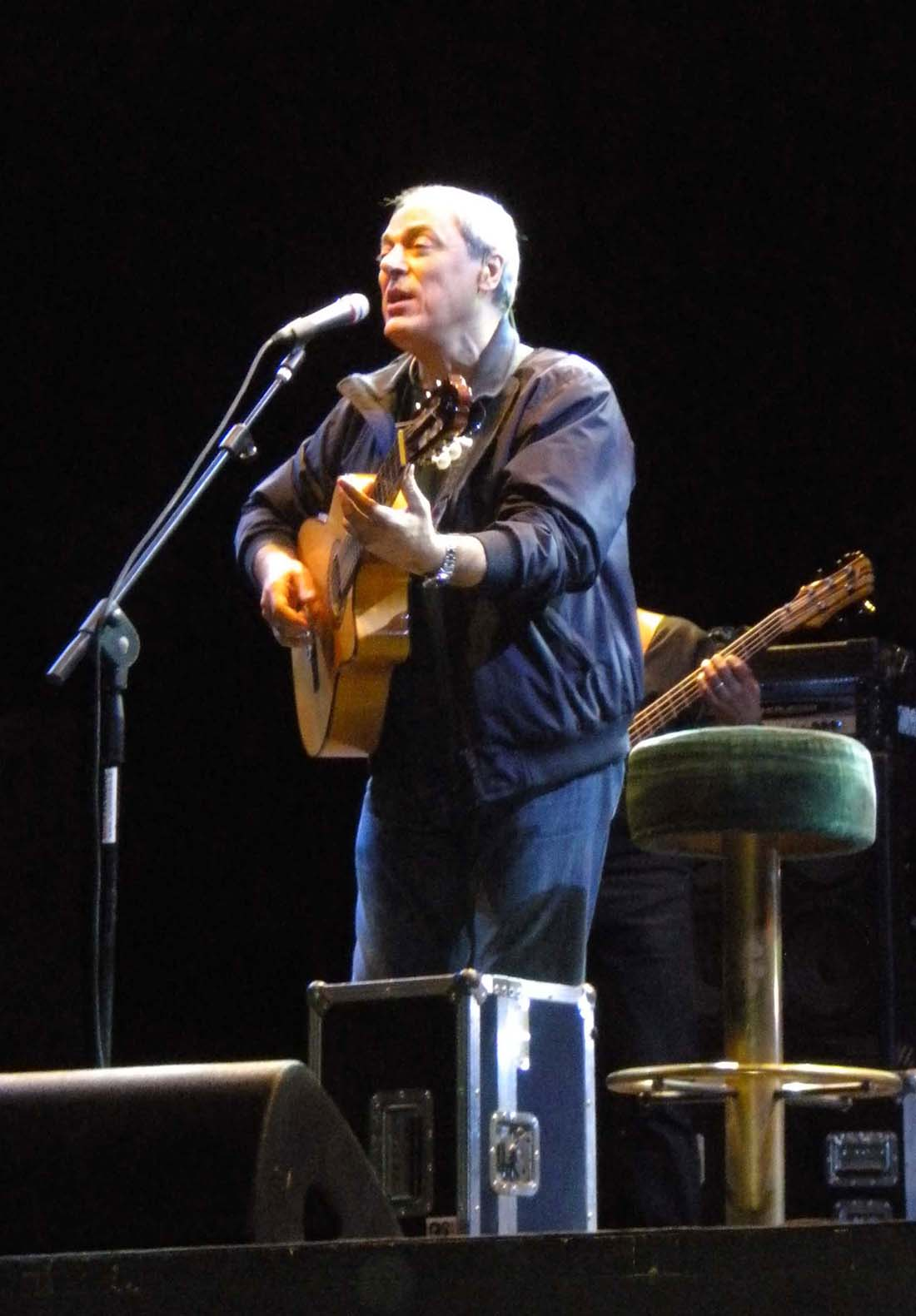
Toquinho, compozitor, chitarist și cântăreț brazilian de origine italiană
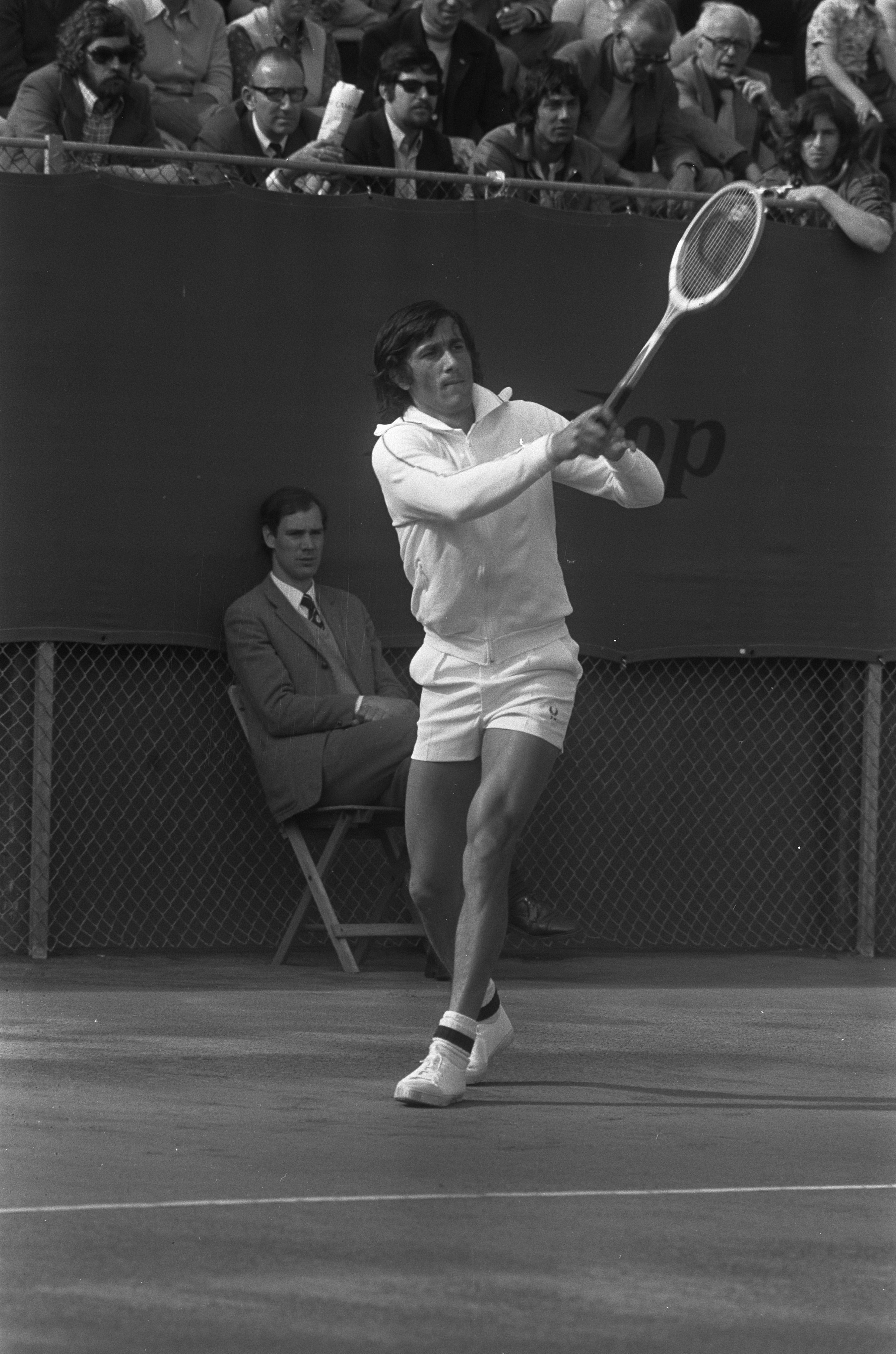
Ilie Năstase, jucător român de tenis de câmp
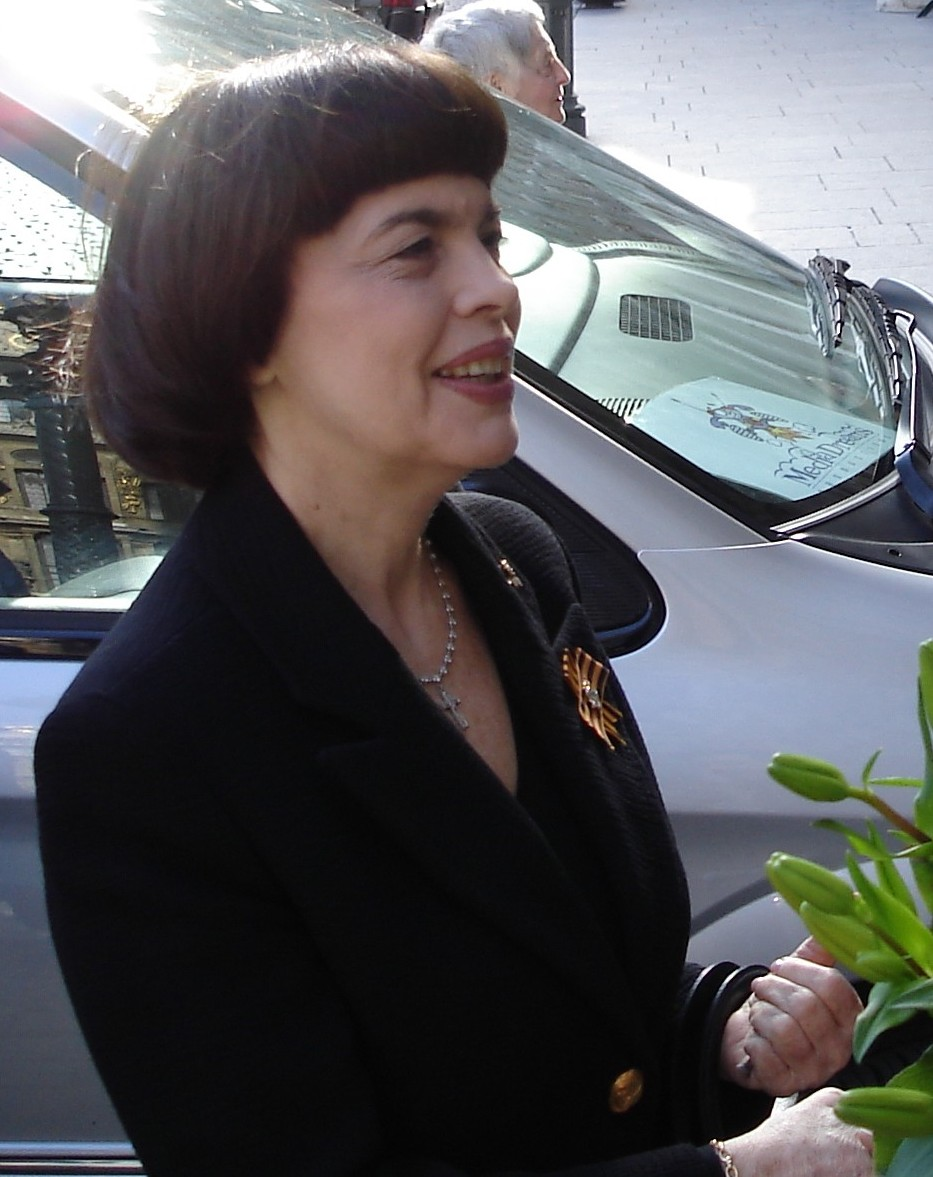
Mireille Mathieu, cântăreață franceză

- 1 iulie: Gabriela Aimée Iacobescu, actriță română de film (d. 2018)
- 1 iulie: Marcel Luca, scriitor român (d. 2013)
- 2 iulie: Dan Verona, poet român
- 3 iulie: Dumitru Avram, politician român
- 3 iulie: Leszek Miller, politician polonez
- 4 iulie: Mircea Cupșa, politician român
- 6 iulie: George W. Bush (George Walker Bush), al 43-lea președinte al Statelor Unite (2001-2009)
- 6 iulie: Peter Singer, filosof australian
- 6 iulie: Sylvester Stallone (Sylvester Gaudenzio Stallone), actor, regizor și scenarist american
- 6 iulie: Toquinho (n. Antônio Pecci Filho), compozitor, chitarist și cântăreț brazilian de etnie italiană
- 8 iulie: Christopher G. Moore, scriitor canadian
- 9 iulie: Angela Similea, interpretă română de muzică ușoară
- 9 iulie: Dominique Souchet, politician francez
- 10 iulie: Sue Lyon (Suellyn Lyon), actriță americană (d. 2019)
- 11 iulie: Matei Cazacu, istoric român
- 12 iulie: Valentina Tolkunova, cântăreață rusă (d. 2010)
- 14 iulie: Vladimir Molojen, politician din R. Moldova
- 14 iulie: Vincent Pastore, actor american
- 18 iulie: Ioan Băncescu, politician român
- 19 iulie: Stephen Coonts, scriitor american
- 19 iulie: Ilie Năstase, jucător român de tenis
- 20 iulie: Victor Apostolache, politician român (d. 2004)
- 20 iulie: Htin Kyaw, om politic birmanez
- 22 iulie: Aspazia Cojocaru, jurist român și judecător al Curții Constituționale a României
- 22 iulie: Danny Glover (Daniel Lebern Glover), actor american
- 22 iulie: Mireille Mathieu, cântăreață franceză
- 22 iulie: Petre Roman, politician român, prim-ministru al României (1989-1991)
- 22 iulie: Paul Schrader (Paul Joseph Schrader), regizor de film, american
- 23 iulie: Dorin Chiriță, politician român (d. 2011)
- 23 iulie: Andy Mackay (Andrew Mackay), muzician britanic
- 24 iulie: Lucian Iliescu, politician român
- 24 iulie: Neith Nevelson, pictoriță americană
- 24 iulie: Alecsandru Știucă, politician român
- 25 iulie: Ion Alexe, pugilist român
- 25 iulie: José Areas, muzician nicaraguaian (Santana)
- 26 iulie: Georg Sporschill, activist social austriac stabilit în România
- 27 iulie: Alexandru Tocilescu, regizor român de teatru și film (d. 2011)
- 28 iulie: Silviu Iorgulescu, fotbalist român (portar)
- 29 iulie: Giles Chichester, politician britanic
- 29 iulie: Bill Forsyth (William David Forsyth), regizor britanic de film
- 30 iulie: Jeffrey Hammond, muzician britanic (Jethro Tull)
- 31 iulie: Ecaterina Stahl-Iencic, scrimeră română (d. 2009)

### August

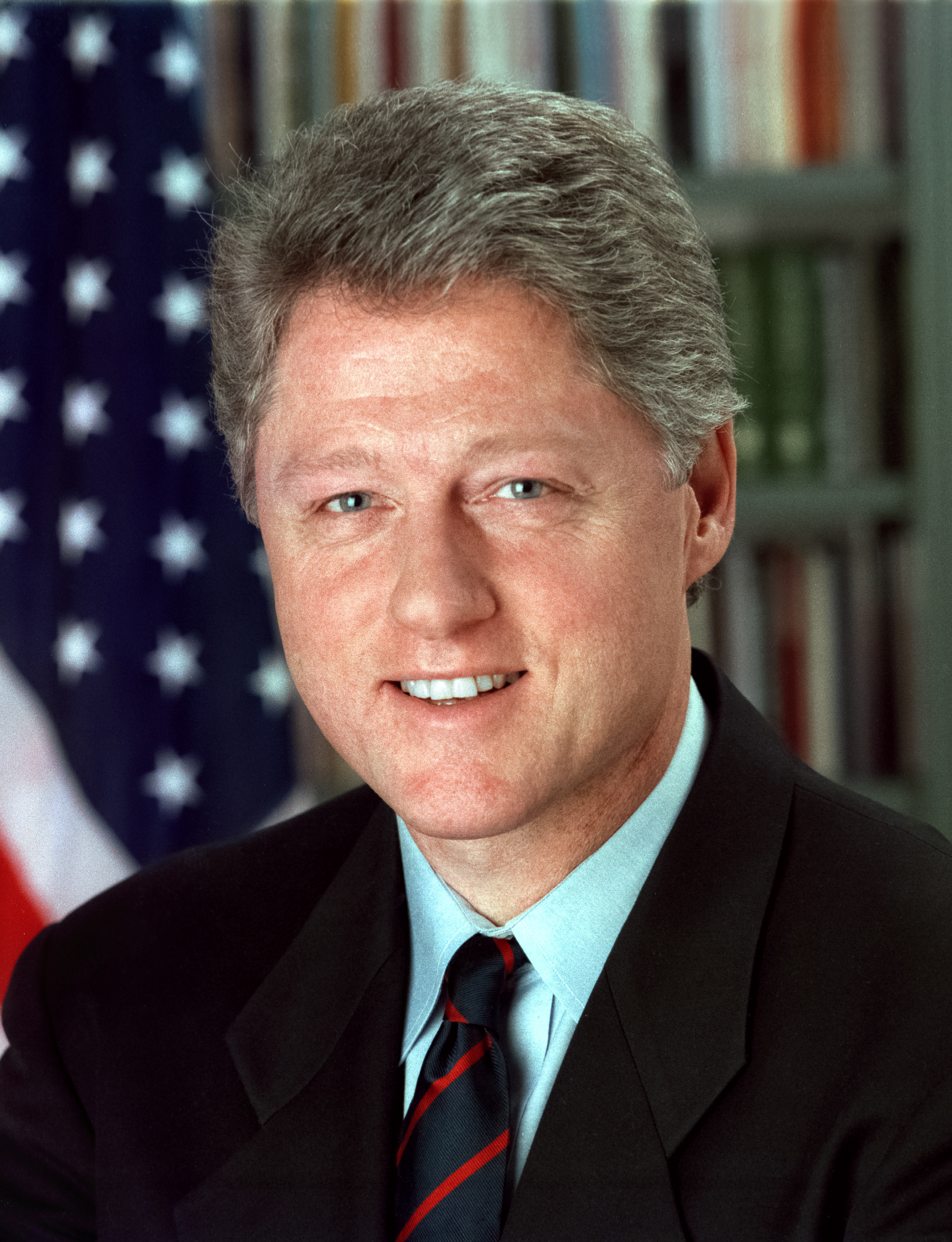
Bill Clinton, politician american, al 42-lea președinte al Statelor Unite
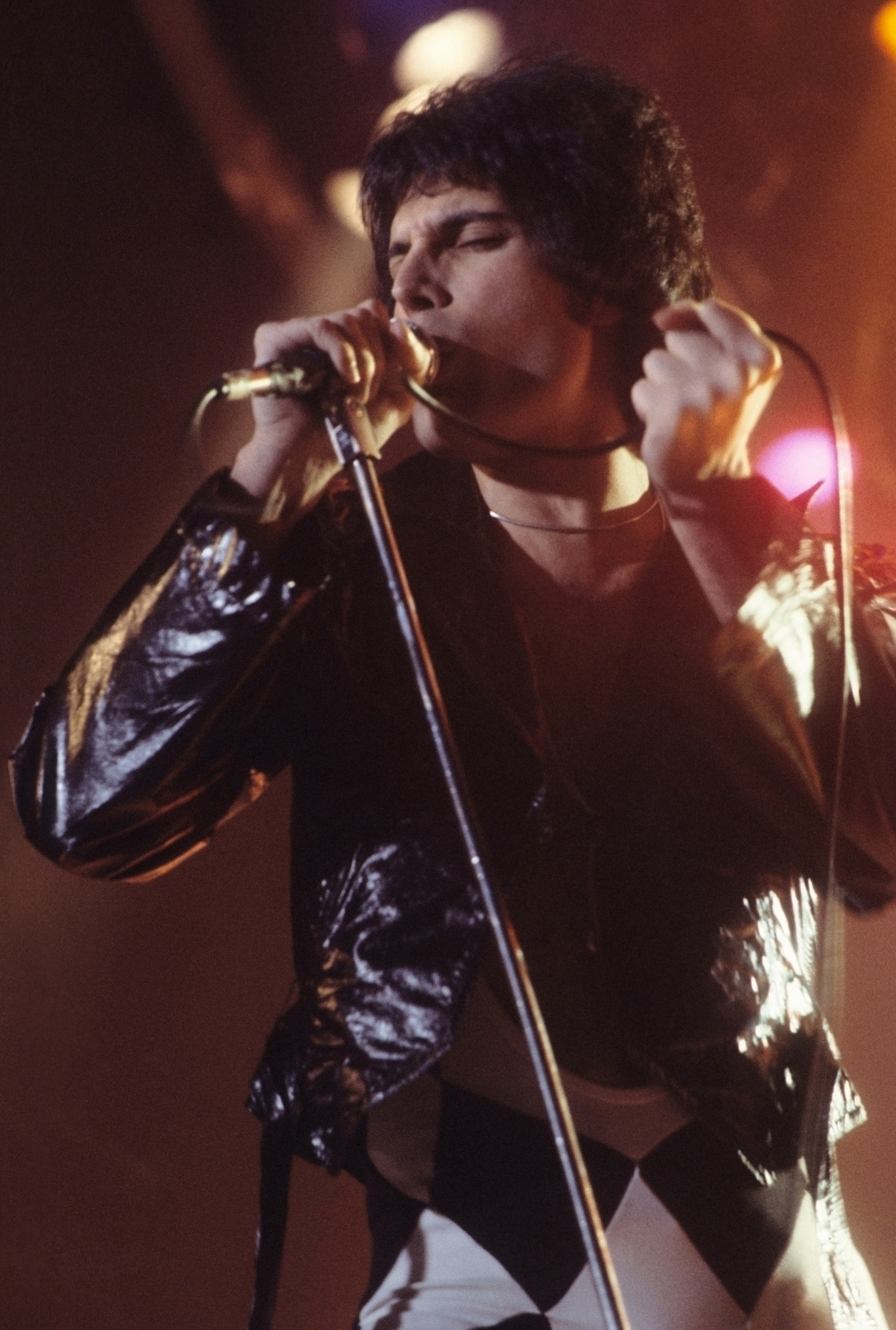
Freddie Mercury, muzician englez (Queen)
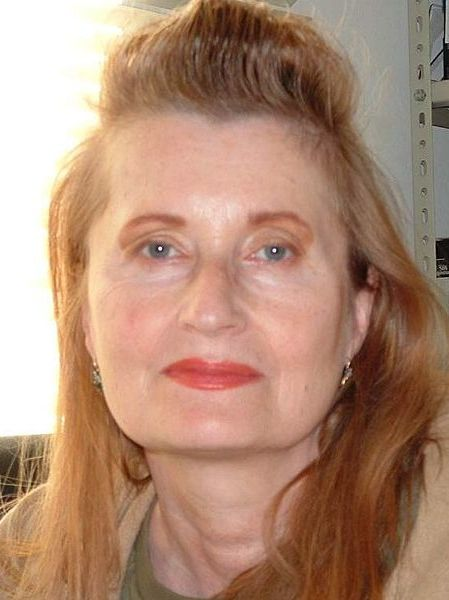
Elfriede Jelinek, scriitoare austriacă, laureată a Premiului Nobel
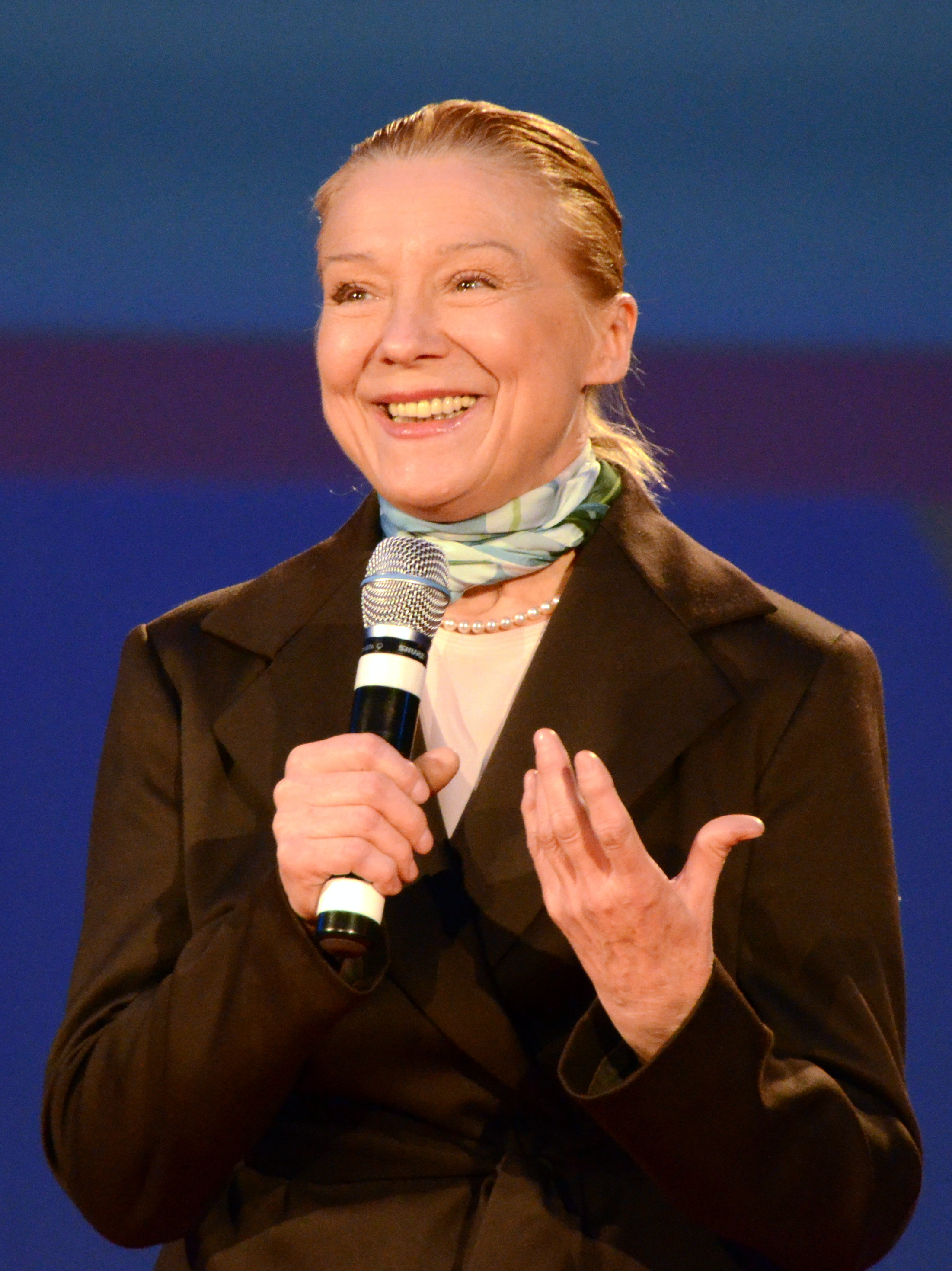
Mihaela Mihai, actriță și cântăreață română

- 1 august: Miron Mănescu, politician român
- 2 august: Ilie Danilov, scriitor român (d. 2012)
- 3 august: Jack Straw (John Whitaker Straw), politician britanic
- 4 august: Viorica Dumitru, caiacistă română
- 4 august: Walter Powers, muzician american (The Velvet Underground)
- 6 august: Nicolae Dardac, economist român
- 6 august: Benny Handel, prezentator de radio, recitator, crainic, traducător și actor israelian
- 8 august: Dariusz Rosati, economist polonez
- 9 august: Nicolae-Marian Iorga, politician român (d. 2019)
- 10 august: Renaud Camus, scriitor francez
- 11 august: Marilyn vos Savant, autoare, lector și dramaturgă americană
- 13 august: Costache Bejan, politician român
- 13 august: Les Hiddins (Leslie James Hiddins), ofițer și scriitor australian
- 13 august: Janet Yellen (Janet Louise Yellen), președinte al Sistemului Federal de Rezerve al SUA
- 14 august: Dominique Vlasto, politiciană franceză
- 15 august: Anatoli Kvașnin, general de armată rus, șef al Statului Major al Forțelor Militare Ruse (1997–2004) (d. 2022)
- 19 august: Ioan Adam, critic literar român
- 19 august: Bill Clinton (n. William Jefferson Blythe IV Clinton), politician american, al 42-lea președinte al Statelor Unite (1993-2001)
- 20 august: Laurent Fabius, om politic francez
- 21 august: Edit Bauer, politiciană slovacă
- 21 august: Norio Yoshimizu, fotbalist japonez
- 23 august: Sami Naïr, politician francez
- 27 august: Anton Achiței, interpret român de muzică populară (d. 2020)
- 29 august: Dimítris Christófias, politician cipriot (d. 2019)
- 30 august: Regina Anne-Marie a Greciei
- 30 august: Peggy Lipton (Margaret Ann Lipton), fotomodel și actriță americană (d. 2019)

### Septembrie

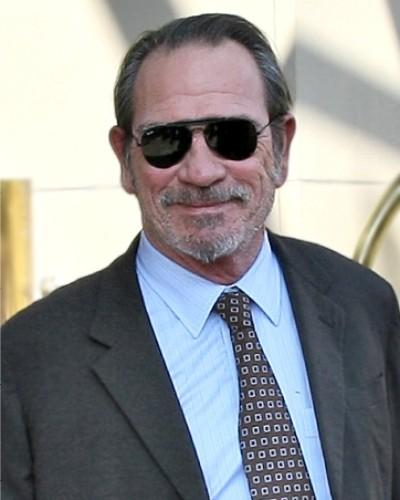
Tommy Lee Jones, actor american
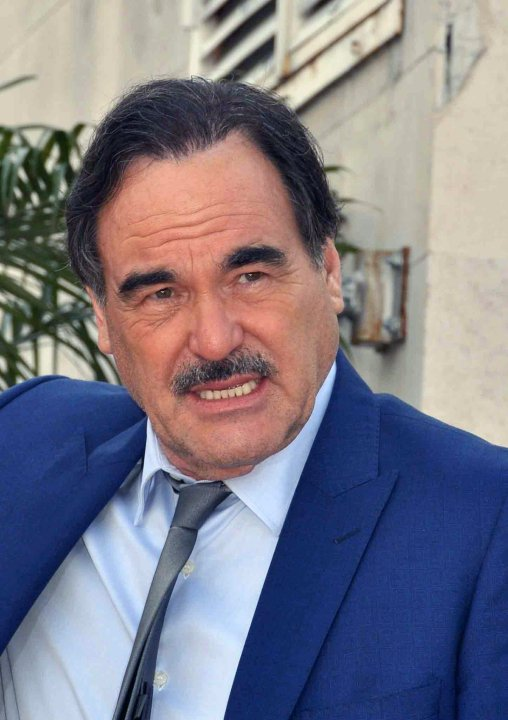
Oliver Stone, regizor american
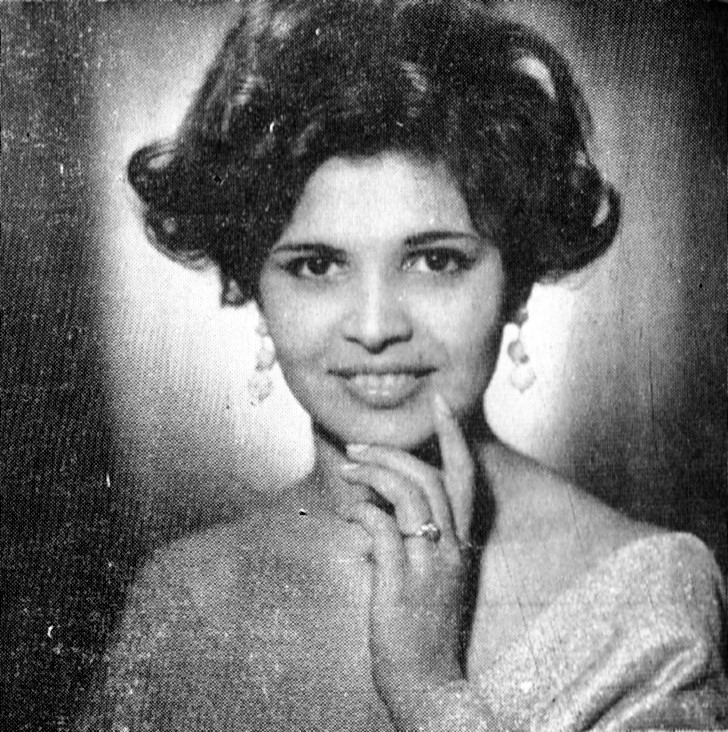
Aura Urziceanu, compozitoare și cântăreață română de jazz
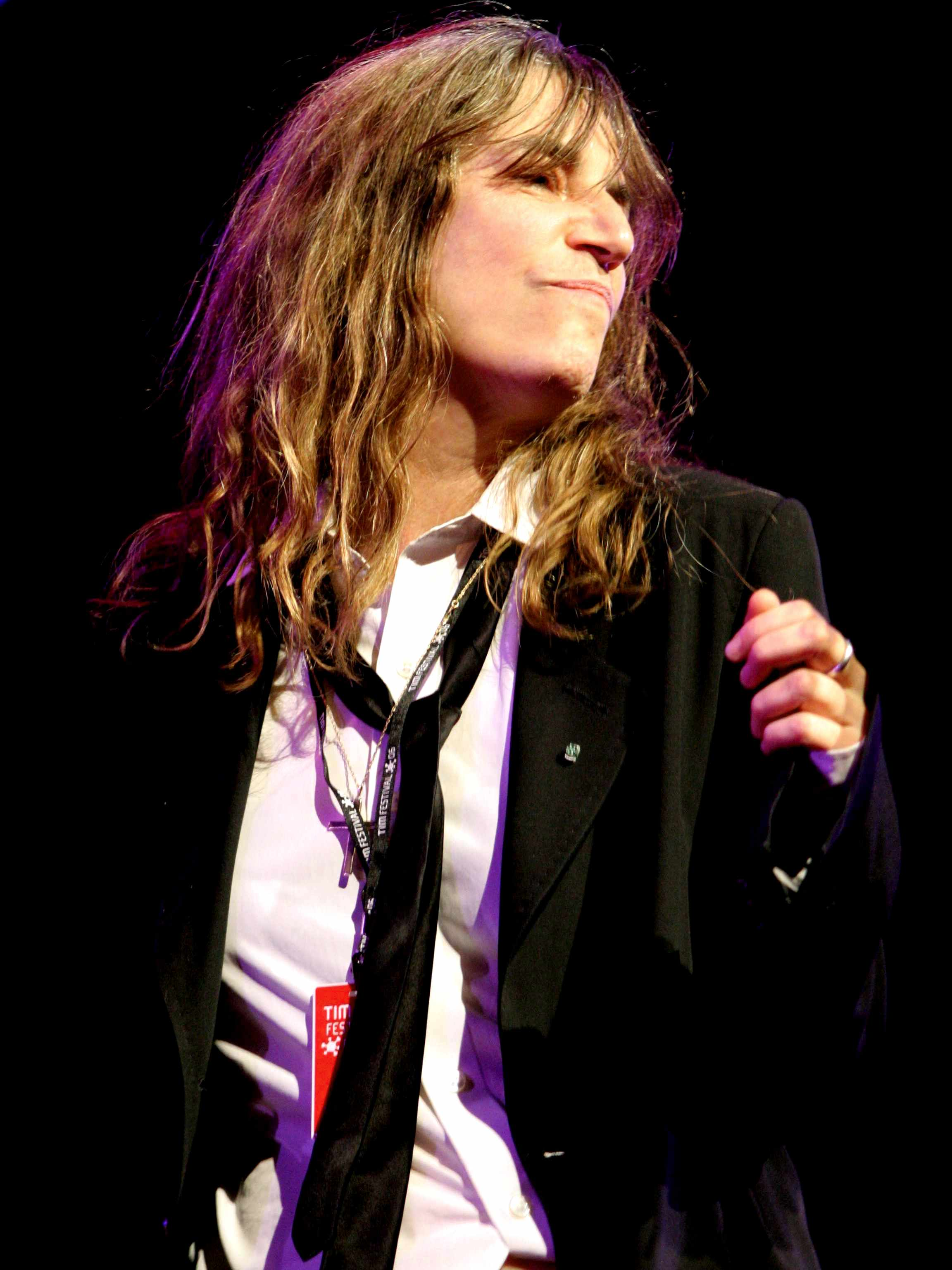
Patti Smith, muziciană, compozitoare și poetă americană

- 2 septembrie: Billy Preston (William Everett Preston), muzician american (d. 2006)
- 2 septembrie: Paavo Väyrynen, politician finlandez
- 5 septembrie: Lily Brett, scriitoare australiană
- 5 septembrie: Freddie Mercury (n. Farrokh Bulsara), muzician englez (Queen), (d. 1991)
- 10 septembrie: Elisa Maria Damião, politician portughez
- 10 septembrie: Don Powell (Donald George Powell), muzician britanic (Slade)
- 13 septembrie: Horea Paștina, pictor român
- 13 septembrie: María Izquierdo Rojo, politiciană spaniolă
- 14 septembrie: Dida Drăgan (Didina Alexandra Drăgan), interpretă română de muzică ușoară
- 15 septembrie: Tommy Lee Jones, actor american de film
- 15 septembrie: Judith Ridley, actriță americană
- 15 septembrie: Oliver Stone (William Oliver Stone), regizor american de film
- 17 septembrie: Eugen Pavel, filolog român
- 17 septembrie: Barbara Weiler, politician german
- 19 septembrie: Ákos Bajcsi, politician român
- 20 septembrie: Laura Lavric, interpretă română de muzică populară
- 23 septembrie: Maria Iovu, fiziciană din Republica Moldova
- 23 septembrie: Eugen Piunovschi, fotbalist (atacant) și antrenor din R. Moldova
- 24 septembrie: Robert V. Jackson, politician britanic
- 25 septembrie: Jerry Penrod, muzician american (Iron Butterfly)
- 25 septembrie: Dirk Sterckx, politician belgian
- 25 septembrie: Dan Voiculescu, politician român
- 27 septembrie: Nikos Anastasiades, politician cipriot
- 27 septembrie: Cătălina Mateescu Bogdan, pictoriță română
- 27 septembrie: Vasile Mocanu, politician român
- 30 septembrie: Jochen Mass, pilot german de Formula 1 (d.2025)

### Octombrie
- 1 octombrie: Coca Bloos, actriță română de teatru și film
- 4 octombrie: Susan Sarandon (n. Susan Abigail Tomalin), actriță americană laureată a premiului Oscar
- 4 octombrie: Francesco Speroni, politician italian
- 6 octombrie: Nina Škottová, politiciană cehă (d. 2018)
- 7 octombrie: Valeria Bufanu, atletă română
- 8 octombrie: Jean-Jacques Beineix, regizor de film, francez (d. 2022)
- 8 octombrie: Harald Are Lund, producător norvegian
- 12 octombrie: Ion Rîmaru, criminal în serie român (d. 1971)
- 13 octombrie: Irmgard Griss, juristă austriacă
- 13 octombrie: Josef Szepeschy, scrimer german de etnie română
- 18 octombrie: Howard Shore (Howard Leslie Shore), compozitor canadian
- 20 octombrie: Elfriede Jelinek, scriitoare austriacă, laureată a Premiului Nobel
- 24 octombrie: Monica Voichița Acalovschi, educatoare medicală și gastroenterolog român
- 24 octombrie: Anda Călugăreanu (n. Anca Miranda Călugăreanu), actriță română de film și interpretă de muzică ușoară și folk (d. 1992)
- 24 octombrie: Petru Păduraru, preot român
- 25 octombrie: Elías Figueroa (Elías Ricardo Figueroa Brander), fotbalist chilian
- 26 octombrie: Elena Gaja, solistă română de operă (mezzo-soprană)
- 27 octombrie: Mihaela Mihai (n. Mihaela-Maria Neagu), actriță română de film și interpretă de muzică ușoară
- 27 octombrie: Ivan Reitman, regizor de film, canadian
- 29 octombrie: Peter Green (n. Peter Allen Greenbaum), cântăreț american (Fleetwood Mac), (d. 2020)
- 29 octombrie: Svetlana Navasardyan, pianistă armeană
- 30 octombrie: Milan Horácek, politician german
- 30 octombrie: Gerry Neef (Gerhardt Neef), fotbalist german (portar), (d. 2010)

### Noiembrie
- 2 noiembrie: Nicolae Mohanu, politician român
- 5 noiembrie: Narcis Răduț Coman, fotbalist român (portar)
- 5 noiembrie: Caroline Jackson, politiciană britanică
- 5 noiembrie: Verginia Șerbănescu, politiciană română (d. 2011)
- 6 noiembrie: Sally Field (Sally Margaret Field), actriță americană de film
- 8 noiembrie: Fănică-Voinea Ene, scriitor român
- 8 noiembrie: Guus Hiddink, fotbalist și antrenor din Țările de Jos
- 10 noiembrie: Hannes Swoboda, politician austriac
- 14 noiembrie: Filip Georgescu, politician român
- 14 noiembrie: Virgil Tatomir, jurnalist și prezentator de televiziune român
- 15 noiembrie: Mihail, Prinț de Saxa-Weimar-Eisenach, șeful Casei de Saxa-Weimar-Eisenach
- 17 noiembrie: Martin Barre (Martin Lancelot Barre), chitarist britanic (Jethro Tull)
- 17 noiembrie: Terry Branstad (Terry Edward Branstad), politician american
- 17 noiembrie: Drusilla Modjeska, scriitoare australiană
- 23 noiembrie: Ionel Aichimoaie, politician român
- 24 noiembrie: Bev Bevan (Beverley Bevan), muzician britanic
- 24 noiembrie: Ted Bundy (n. Theodore Robert Cowell), criminal în serie american (d. 1989)
- 24 noiembrie: Julio Ducuron, pictor impresionist argentinian
- 24 noiembrie: Minoru Kobata, fotbalist japonez
- 27 noiembrie: Jerome Clark, scriitor american
- 29 noiembrie: Vuk Drašković, politician sârb

### Decembrie
- 1 decembrie: Boris Gămurari, politician din R. Moldova
- 1 decembrie: Aglaia Gheorghe, balerină română
- 2 decembrie: Andrej Hoteev, pianist rus
- 2 decembrie: Gianni Versace, creator de modă italian (d. 1997)
- 3 decembrie: Manuel Pérez Álvarez, politician spaniol
- 5 decembrie: Eva-Britt Svensson, politiciană suedeză
- 6 decembrie: Richard Drew, fotograf american
- 8 decembrie: Anton Palfi, jurnalist, poet și traducător de limba germană originar din România
- 9 decembrie: Florica Duma, interpretă română de muzică populară (d. 2017)
- 12 decembrie: Clive Bunker (Clive William Bunker), muzician britanic (Jethro Tull)
- 12 decembrie: Renzo Zorzi, pilot italian de Formula 1 (d. 2015)
- 14 decembrie: Jane Birkin (Jane Mallory Birkin), actriță și cântăreață britanică (d.2023)
- 14 decembrie: Aura Urziceanu, compozitoare și cântăreață română de jazz
- 18 decembrie: Steven Spielberg (Steven Allan Spielberg), regizor american de film
- 20 decembrie: Uri Geller, iluzionist israelian
- 21 decembrie: Gabriel Drăgan, muzician român, vocalistul formației „Mondial” (d. 1995)
- 22 decembrie: Michael Tappin, politician britanic
- 24 decembrie: Eric Van Lustbader, romancier american
- 24 decembrie: Roselyne Bachelot-Narquin, politiciană franceză
- 24 decembrie: Erwin Pröll, politician austriac
- 26 decembrie: Stanisław Jałowiecki, politician polonez
- 26 decembrie: Yusuke Omi, fotbalist japonez (atacant)
- 29 decembrie: Christel Fiebiger, politiciană germană
- 30 decembrie: Patti Smith (Patricia Lee Smith), muziciană, compozitoare și poetă americană

## Decese
- 6 ianuarie: Georg, Prinț de Saxa-Meiningen, 53 ani, șeful Casei de Saxa-Meiningen (n. 1892)* 6 ianuarie: Georg, Prinț de Saxa-Meiningen, 53 ani, șeful Casei de Saxa-Meiningen (n. 1892)
- 9 ianuarie: Countee Cullen (n. Countee LeRoy Porter), 42 ani, scriitor american (n. 1903)
- 10 ianuarie: László Bárdossy, 55 ani, politician maghiar (n. 1890)
- 17 februarie: Jutta de Mecklenburg-Strelitz (n. Auguste Charlotte Jutta Alexandra Georgina Adophine), 66 ani (n. 1880)
- 26 februarie: Frank Crowe (Francis Trenholm Crowe), 63 ani, inginer american (n. 1882)

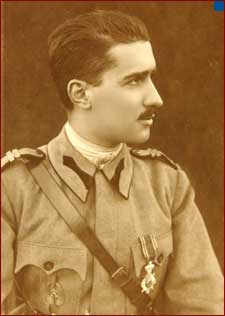
Barbu A. Știrbey, politician român, președinte al Consiliului de Miniștri, consilier personal al Regelui Ferdinand I al României
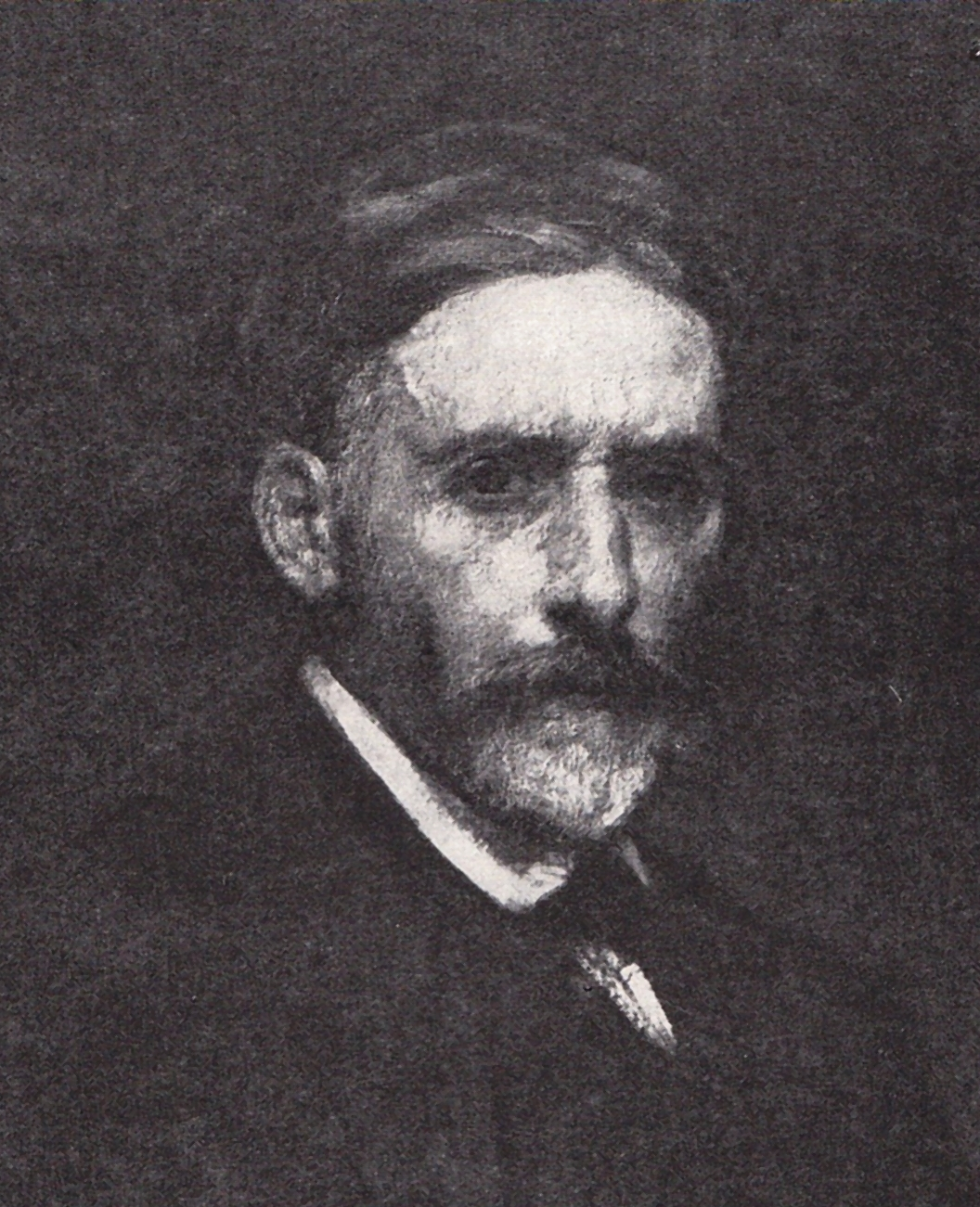
Arthur Verona, pictor român de origine aromână
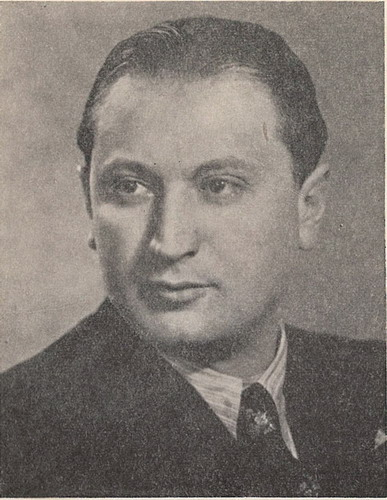
Pompiliu Constantinescu, critic literar român
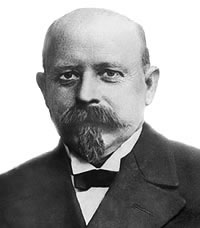
Jacob Christian Hansen Ellehammer, ceasornicar și inventator danez

- 6 ianuarie: Georg, Prinț de Saxa-Meiningen, 53 ani, șeful Casei de Saxa-Meiningen (n. 1892)* 6 ianuarie: Georg, Prinț de Saxa-Meiningen, 53 ani, șeful Casei de Saxa-Meiningen (n. 1892)
- 9 ianuarie: Countee Cullen (n. Countee LeRoy Porter), 42 ani, scriitor american (n. 1903)
- 10 ianuarie: László Bárdossy, 55 ani, politician maghiar (n. 1890)
- 17 februarie: Jutta de Mecklenburg-Strelitz (n. Auguste Charlotte Jutta Alexandra Georgina Adophine), 66 ani (n. 1880)
- 26 februarie: Frank Crowe (Francis Trenholm Crowe), 63 ani, inginer american (n. 1882)
- 10 martie: Karl Haushofer, 76 ani, filosof german (n. 1869)
- 12 martie: Gábor Vajna (Gábor Vajna de Páva), 54 ani, politician maghiar (n. 1891)
- 20 martie: Amir Hamzah, 35 ani, poet indonezian (n. 1911)
- 20 martie: Henry Handel Richardson (Ethel Florence Lindesay Richardson), 76 ani, scriitoare australiană (n. 1870)
- 24 martie: Barbu A. Știrbey (Barbu Alexandru Știrbey), 73 ani, politician român, președinte al Consiliului de Miniștri, consilier personal al Regelui Ferdinand I al României, membru de onoare al Academiei Române (n. 1872)
- 26 martie: Arthur Verona (n. Arthur Petre Anton Bartolomeu Francisc Maria Verona), 78 ani, pictor român de origine aromână (n. 1868)
- 26 martie: Alexandru Zirra, 62 ani, compozitor și pedagog român (n. 1883)
- 29 martie: László Endre, 51 ani, politician maghiar (n. 1895)
- 30 martie: Victor Ion Popa, 50 ani, dramaturg român (n. 1895)
- 3 aprilie: Gheorghe Nichifor, 59 ani, matematician român (n. 1886)
- 6 aprilie: Anatol Vulpe, 39 ani, pictor român (n. 1907)
- 8 aprilie: Ilarie Voronca (n. Eduard Marcus), 42 ani, poet român de etnie evreiască (n. 1903)
- 12 aprilie: Teizo Takeuchi, 37 ani, fotbalist japonez (n. 1908)
- 15 aprilie: Infanta Adelgundes, Ducesă de Guimarães (n. Adelgundes de Jesus Maria Francisca de Assis e de Paula Adelaide Eulália Leopoldina Carlota Micaela Rafaela Gabriela Gonzaga Inês Isabel Avelina Ana Estanislau Sofia Bernardina), 87 ani (n. 1858)
- 17 aprilie: Alexandru Papană, 39 ani, aviator și bober româno-american (n. 1906)
- 21 aprilie: John Maynard Keynes, 62 ani, economist britanic (n. 1883)
- 28 aprilie: François de La Rocque, 60 ani, politician francez (n. 1885)
- 7 mai: Anton Mussert (Anton Adriaan Mussert), 51 ani, politician din Țările de Jos (n. 1894)
- 9 mai: Pompiliu Constantinescu, 44 ani, critic literar român (n. 1901)
- 14 mai: Dimitrie Bogos, 56 ani, politician român (n. 1889)
- 19 mai: Hermina Walch-Kaminski, 81 ani, medic român (n. 1864)
- 20 mai: Jacob Christian Hansen Ellehammer, 74 ani, ceasornicar și inventator danez (n. 1871)
- 26 mai: Friedrich, Prinț de Waldeck și Pyrmont (n. Friedrich Adolf Hermann), 81 ani (n. 1865)

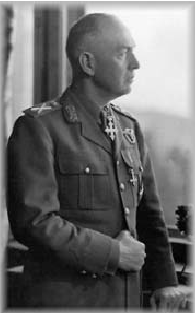
Ion Antonescu, mareșal, militar și politician român, prim-ministru și lider al României în timpul celui de-Al Doilea Război Mondial
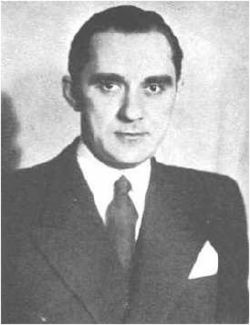
Mihai Antonescu, avocat și politician român, viceprim-ministru și ministru de externe al României
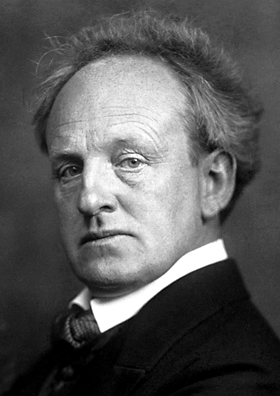
Gerhart Hauptmann, dramaturg german, laureat al Premiului Nobel
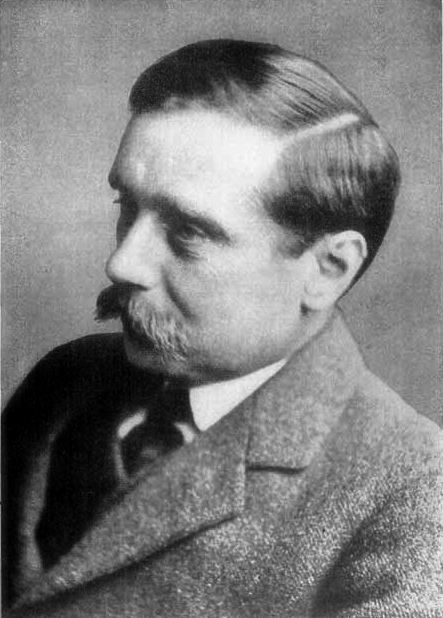
H. G. Wells, scriitor englez de literatură SF

- 1 iunie: Gheorghe Alexianu, 49 ani, politician român (n. 1897)
- 1 iunie: Ion Antonescu (n. Ion Victor Antonescu), 63 ani, mareșal, militar și politician român, prim-ministru și lider al României în timpul celui de-Al Doilea Război Mondial (1940-1944), (n. 1882)* 1 iunie: Ion Antonescu (n. Ion Victor Antonescu), 63 ani, mareșal, militar și politician român, prim-ministru și lider al României în timpul celui de-Al Doilea Război Mondial (1940-1944), (n. 1882)
- 1 iunie: Mihai Antonescu, 41 ani, avocat și politician român, viceprim-ministru și ministru de externe al României (1941-1944), (n. 1904)
- 1 iunie: Constantin Z. Vasiliu, 63 ani, general român (n. 1882)
- 4 iunie: Traian Popovici, 53 ani, avocat român și primar al orașului Cernăuți în timpul celui de-Al Doilea Război Mondial (n. 1892)
- 6 iunie: Gerhart Hauptmann, 83 ani, dramaturg german, laureat al Premiului Nobel (1912), (n. 1862)
- 7 iunie: Elsa Bruckmann, gazdă de salon germană provenind din înalta aristocrație română (n. 1865)
- 11 iunie: Ion Mitilineu, 77 ani, politician român (n. 1868)
- 11 iunie: Sofia Nădejde (n. Sofia Băncilă),  89 ani, publicistă, prozatoare și autoare dramatică română, de orientare marxistă (n. 1856)
- 14 iunie: Federigo Enriques, 75 ani, matematician italian (n. 1871)
- 22 iunie: Alexe Procopovici, 62 ani, filolog, istoric literar (n. 1884)
- 8 iulie: Józef Mehoffer, 77 ani, pictor și grafician austriac de etnie poloneză (n. 1869)
- 13 iulie: Alfred Stieglitz, fotograf american (n. 1864)
- 16 iulie: Dimitrie Bagdasar (Dumitru Bagdasar), 52 ani, medic neurochirurg român (n. 1893)
- 16 iulie: Charlotte de Schaumburg-Lippe, 81 ani, a doua soție a regelui Wilhelm al II-lea de Württemberg (n. 1864)
- 19 iulie: Jan Verkade (Johannes Sixtus Gerhardus Verkade), 77 ani, pictor din Țările de Jos (n. 1868)
- 29 iulie: Max W. Arnold (Mendel Wechsler Arnold), 49 ani, pictor român (n. 1897)
- 13 august: H. G. Wells (Herbert George Wells), 79 ani, scriitor englez de literatură SF (Războiul lumilor), (n. 1866)
- 17 septembrie: Ion Ionescu-Bizeț, 75 ani, inginer și matematician român (n. 1870)

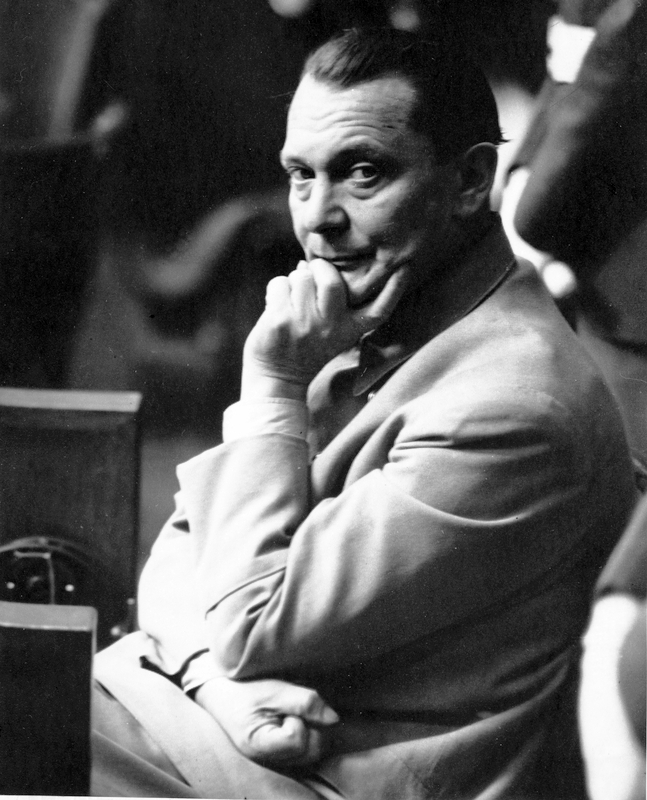
Hermann Göring, aviator militar, politician și comandant militar german, vicecancelar al Germaniei
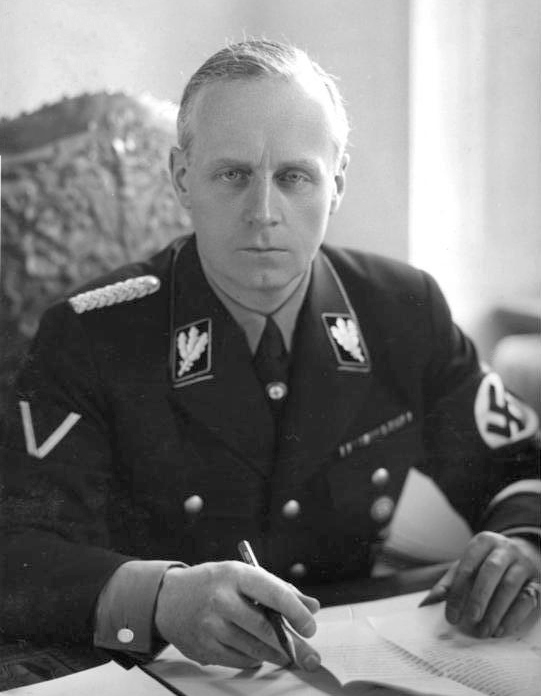
Joachim von Ribbentrop, diplomat și politician german, ministru de externe al Germaniei
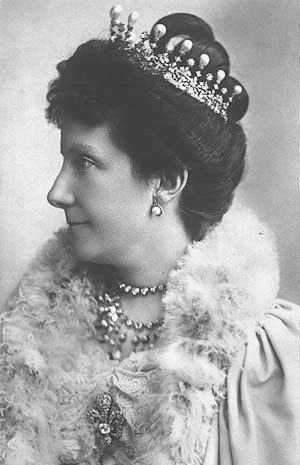
Infanta María de la Paz a Spaniei
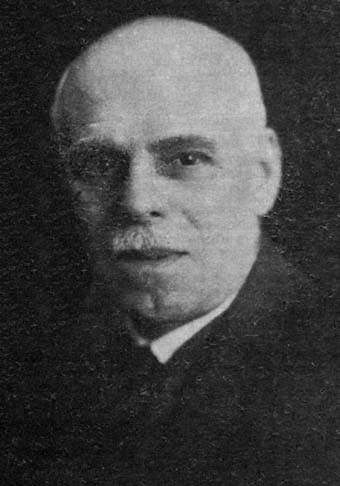
Ioan Alexandru Brătescu-Voinești, prozator român

- 7 octombrie: Emanoil Bucuța (n. Emanoil Popescu), 59 ani, scriitor și bibliograf român (n. 1887)
- 10 octombrie: Vittorio Emanuele, Conte de Torino (n. Vittorio Emanuele Torino Giovanni Maria di Savoia-Aosta), 75 ani (n. 1870)
- 15 octombrie: Hermann Göring (n. Hermann Wilhelm Göring), 53 ani, aviator militar, politician și comandant militar german, vicecancelar al Germaniei (1941-1945), (n. 1893)
- 16 octombrie: Granville Bantock, 78 ani, compozitor englez (n. 1868)
- 16 octombrie: Hans Michael Frank, 46 ani, avocat german, guvernator general al Poloniei (n. 1900)
- 16 octombrie: Wilhelm Frick, 69 ani, avocat german, ministru de interne al Germaniei și protector al Protectoratului Boemiei și Moraviei (n. 1876)
- 16 octombrie: Arthur Seyss-Inquart (n. Arthur Zajtich), 54 ani, jurist și om politic austriac, guvernator al Țărilor de Jos (n. 1892)
- 16 octombrie: Alfred Jodl (n. Alfred Baumgärtler), 56 ani, general german, șeful Statului Major al Înaltului Comandament al Wehrmachtului (n. 1890)
- 16 octombrie: Ernst Kaltenbrunner, 43 ani, politician austriac (n. 1903)
- 16 octombrie: Wilhelm Keitel (Wilhelm Bodewin Johann Gustav Keitel), 64 ani, feldmareșal german al celui de-Al Treilea Reich (n. 1882)
- 16 octombrie: Joachim von Ribbentrop (Ulrich Friedrich Willy Joachim Ribbentrop), 53 ani, diplomat și politician german, ministru de externe al Germaniei (1938-1945), (n. 1893)
- 16 octombrie: Alfred Rosenberg, 53 ani, membru al partidului nazist (n. 1893)
- 16 octombrie: Rudolf Ferdinand Spitaler, 87 ani, astronom austriac (n. 1859)
- 16 octombrie: Julius Streicher, 61 ani, politician german, fondatorul săptămânalului Der Stürmer, principalul organ de propagandă antisemită nazistă din Al Treilea Reich, (n. 1885)
- 22 octombrie: Henry Bergman, 78 ani, actor american (n. 1868)
- 14 noiembrie: Manuel de Falla (n. Manuel María de los Dolores Clemente Ramón del Sagrado Corazón de Jesús Falla y Matheu), 69 ani, compozitor spaniol (n. 1876)
- 21 noiembrie: Eduard Marquina i Angulo, 67 ani, scriitor spaniol (n. 1879)
- 25 noiembrie: Henry Morgenthau Sr., 90 ani, diplomat american (n. 1856)
- 30 noiembrie: Gustav Noske, 78 ani, politician german (n. 1868)
- 4 decembrie: Infanta María de la Paz a Spaniei (n. María de la Paz de Borbón y Borbón), 84 ani (n. 1862)
- 14 decembrie: Ioan Alexandru Brătescu-Voinești, 78 ani, prozator român (n. 1868)
- 17 decembrie: Grigori Neuimin, 60 ani, astronom rus (n. 1886)
- 25 decembrie: Henri Rang, 44 ani, sportiv român (călărie), medaliat olimpic (1936), (n. 1902)

## Premii Nobel
- Fizică: Percy Williams Bridgman (SUA)
- Chimie: James Batcheller Sumner, John Howard Northrop, Wendell Meredith Stanley (SUA)
- Medicină: Hermann Joseph Muller (SUA)
- Literatură: Hermann Hesse (Germania)
- Pace: Emily Greene Balch, John Raleigh Mott (SUA)